# VW Golf VII
Der VW Golf VII (interne Typbezeichnung AU) ist die siebte Baureihe des VW Golf. Er kam in Deutschland im Herbst 2012 auf den Markt.
Der Golf VII wurde zum europäischen Auto des Jahres 2013 sowie zum World Car of the Year (WCOTY) gewählt und erhielt Das Goldene Lenkrad in der Kategorie Klein- und Kompaktwagen.
Außerdem gewann er die Wahl zum Auto des Jahres 2015 in Nordamerika.
Im Oktober 2019 präsentierte Volkswagen das Nachfolgemodell Golf VIII. In Nordamerika wird dieser nur noch als GTI und R angeboten. Die Produktion des Golf VII im mexikanischen Puebla lief im Januar 2021 aus; GTI und R werden seitdem aus Deutschland in die USA exportiert. Vom Golf VIII gibt es keine batterieelektrische Version mehr, dafür baut Volkswagen seit November 2019 den ID.3.

## Modellgeschichte

### Allgemeines
Der Golf VII und der Audi A3 8V sind die ersten beiden Modelle des Volkswagenkonzerns, die auf der MQB-Plattform basieren. MQB steht für modularer Querbaukasten; die Plattform wird seit 2012 bei neuen Modellen mit quer eingebautem Motor eingesetzt. Volkswagen entwickelte das Baukastensystem, um mehr Variabilität als beim Plattformkonzept zu haben.
Die Verbrennungsmotoren leisten bis zu 228 kW (310 PS) im Golf R. Alle Drei- oder Vierzylindermotoren sind Neuentwicklungen. Die aktuellen Dieselmotoren mit 1,6 oder 2,0 Litern erfüllen die Abgasnorm Euro 6. Außerdem gibt es einen gasbetriebenen 1,4-Liter-Turbo-Motor mit 81 kW (110 PS), einen Plug-in-Hybrid mit 1,4-Liter-Ottomotor (Golf GTE) und ein Elektroauto (e-Golf). Mit dem Fahrzeug wurde bei VW auch der Modulare Infotainment-Baukasten (MIB) eingeführt.
Volkswagen stellte den Golf VII am 4. September 2012 offiziell vor.
Der Golf VII ist 4,26 Meter lang und damit 5,6 Zentimeter länger als der Vorgänger. Der Luftwiderstand konnte auch durch eine Verringerung der Höhe (etwa 2,5 cm) um 14 % gesenkt werden: Die Stirnfläche beträgt jetzt 2,19 m². Der cw-Wert liegt bei 0,287 (Bluemotion-Version bei 0,27).
VW gab 2012 an, das Leergewicht des Golf VII gegenüber dem Golf VI (je nach Typ) um bis zu 100 Kilogramm reduziert zu haben. Tatsächlich ist das Leergewicht der Version mit dem kleinsten Ottomotor durch die Verwendung hochfester Stähle um 24 kg gesunken, das des 1.6 TDI BlueMotion Technology um 23 kg und das des 2.0 TDI BlueMotion Technology um 11 kg. Das Gepäckraumvolumen ist laut VW um 30 auf 380 Liter gestiegen; bei umgeklappten Rücksitzen beträgt es 1270 Liter (Golf VI: 1305 Liter). Der ADAC ermittelte mit seiner Messmethode ein 45 Liter geringeres Gepäckraumvolumen als im Golf VI. Der Kraftstofftank ist nun 5 Liter kleiner als zuvor; er fasst 50 Liter beziehungsweise 55 Liter in der Allradversion.
Das äußere Erscheinungsbild wurde unter der Leitung von Marc Lichte und Philipp Römers entwickelt. Für den Innenraum war Tomasz Bachorski und für die Leuchten Andreu Sola verantwortlich.

### Produktionsdaten
Die Produktion lief Anfang August 2012 an. Die Händler in Österreich präsentierten ihn erstmals öffentlich am 8. November 2012; die in Deutschland am 10. November 2012. Am 9. April 2013 startete die Produktion des GTI im Volkswagenwerk Wolfsburg.
Die Produktion der Kombiversion Golf VII Variant begann im April 2013 im Volkswagenwerk Zwickau und wurde ab Ende Juli 2013 ausgeliefert.
Anfang 2017 erhielten alle Modelle eine Modellpflege (Facelift).
Der GTE war ab Mai 2018 wegen Lieferengpässen neun Monate nicht lieferbar.
Ab Sommer 2018 war der GTI nicht mehr verfügbar, nur der GTI Performance war weiterhin erhältlich.
Von Januar bis September 2019 wurde eine neue Variante des GTI angeboten, der GTI TCR. Er war ein Dreitürer.
Ab März 2019 war der GTD nicht mehr bestellbar.
Ab April 2019 waren nur noch Fünftürer bestellbar mit Ausnahme des GTI TCR.
Die Produktion der Limousine wurde im Dezember 2019 eingestellt. Seit dem 15. November 2019 waren nur noch Lagerfahrzeuge verfügbar.
Seit Juni 2020 ist der e-Golf nicht mehr bestellbar. Vorliegende Bestellungen wurden bis Dezember 2020 abgearbeitet.

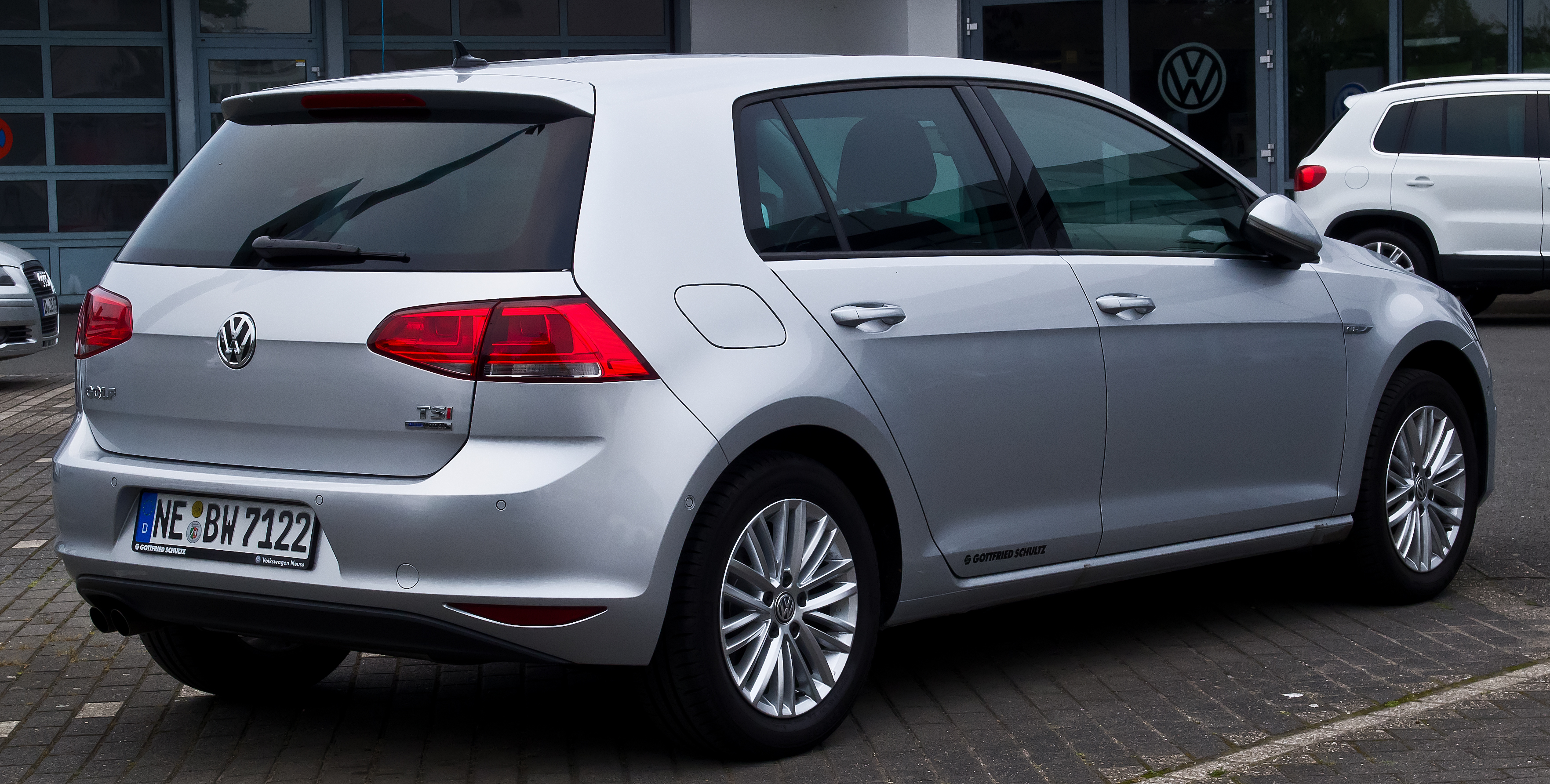
Heckansicht
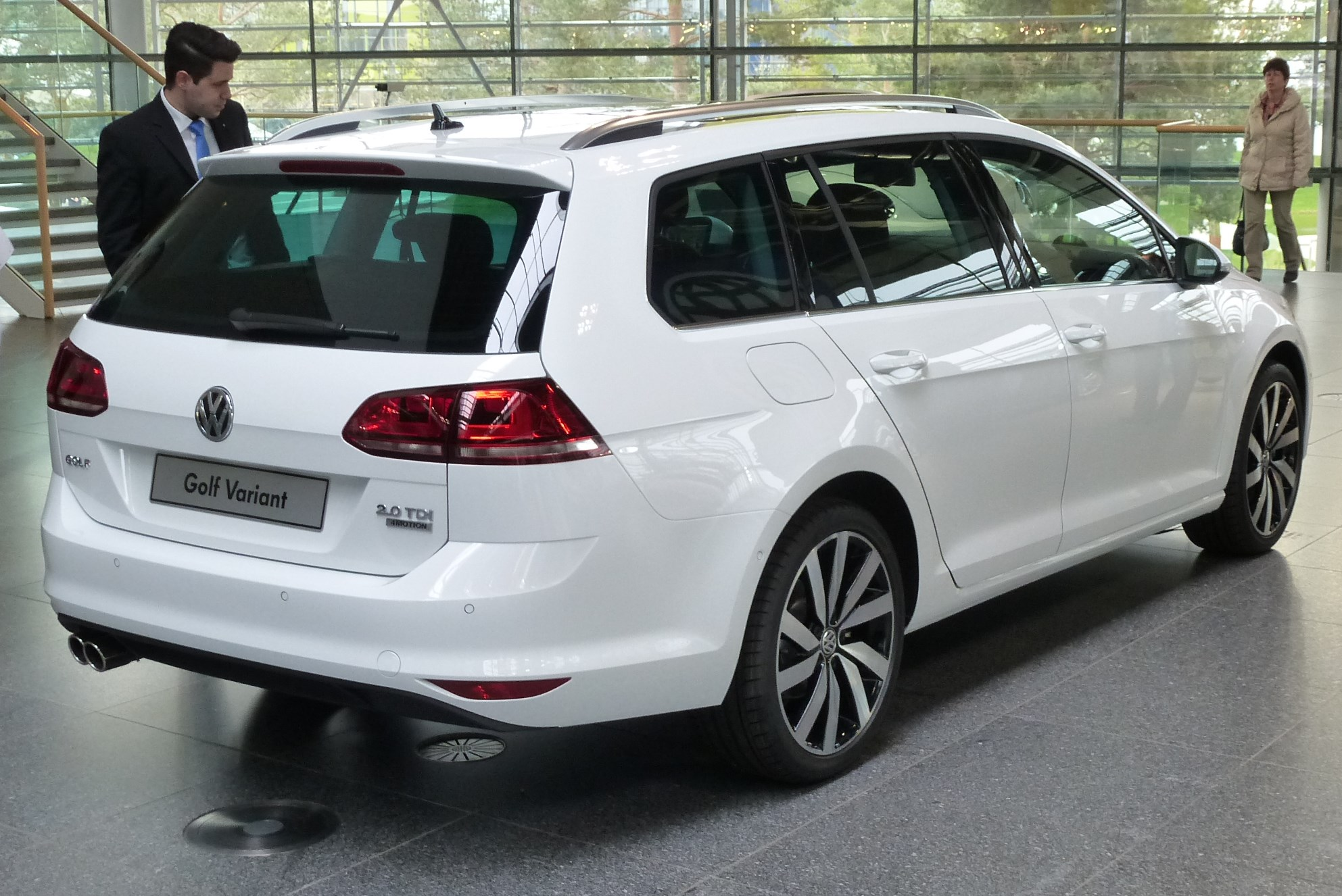
VW Golf Variant (2013–2017)
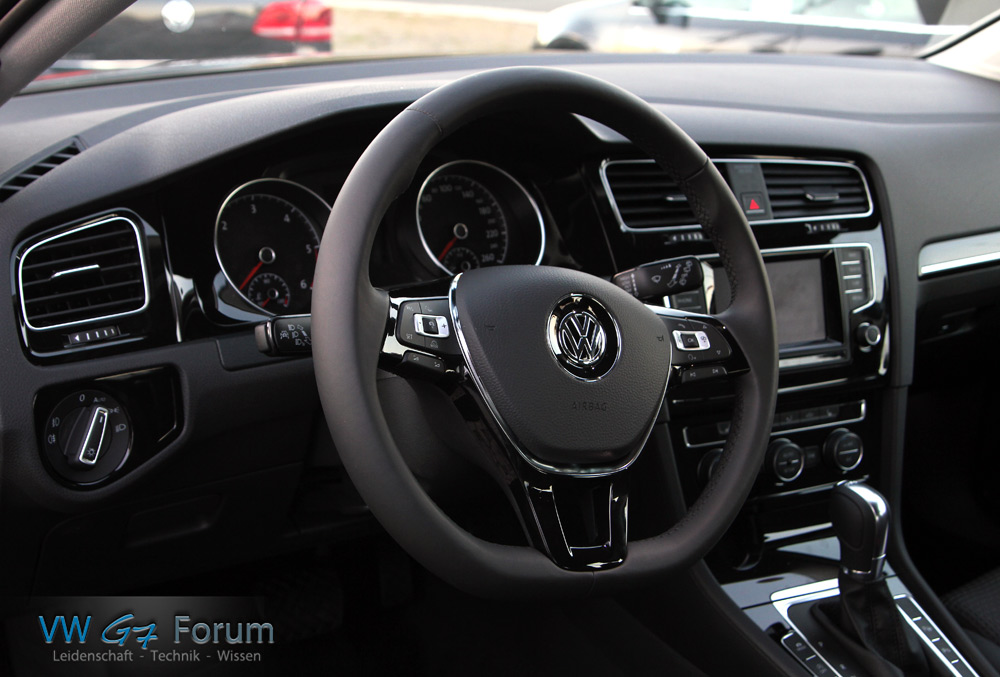
Armaturenbrett

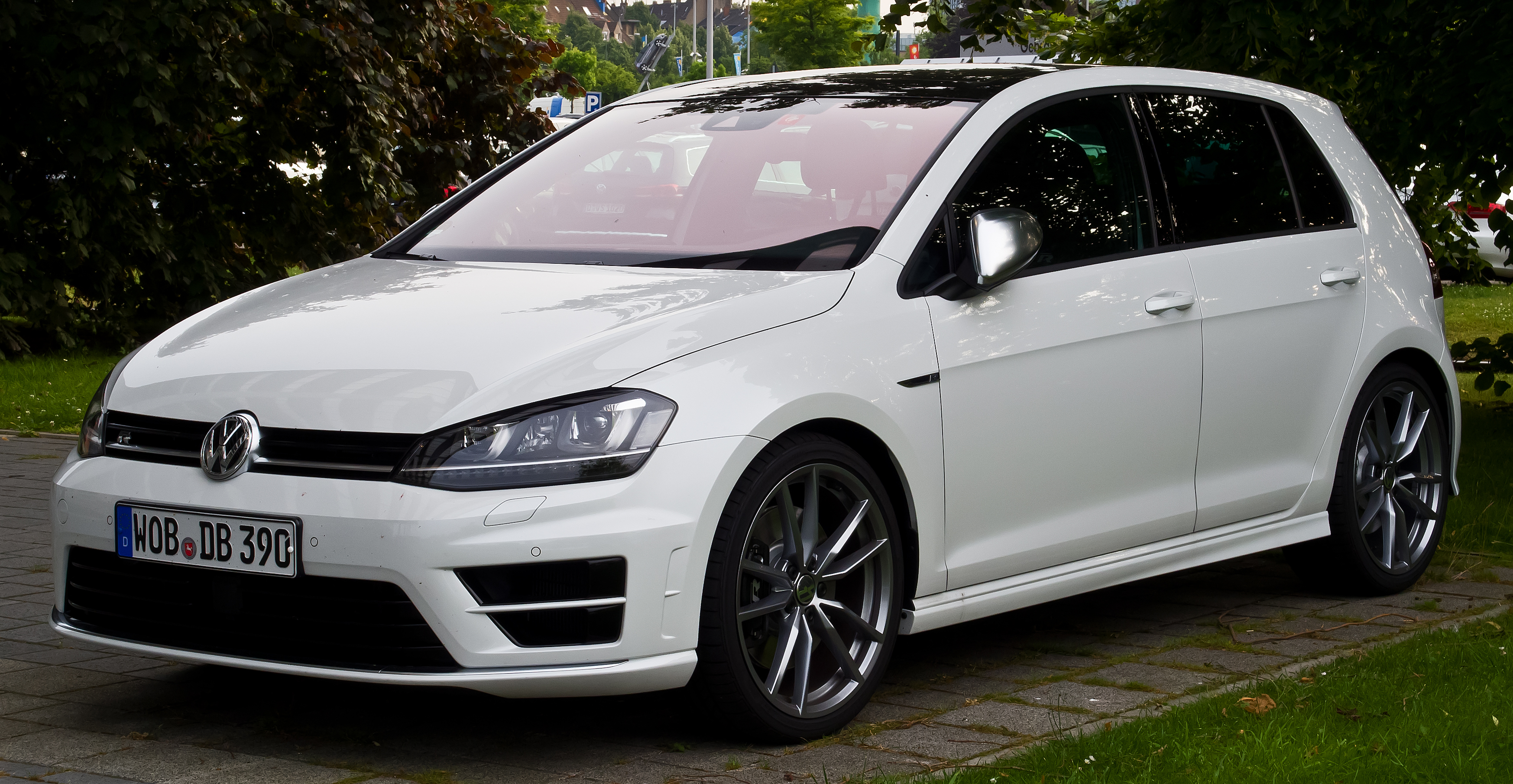
VW Golf R (2013–2017)
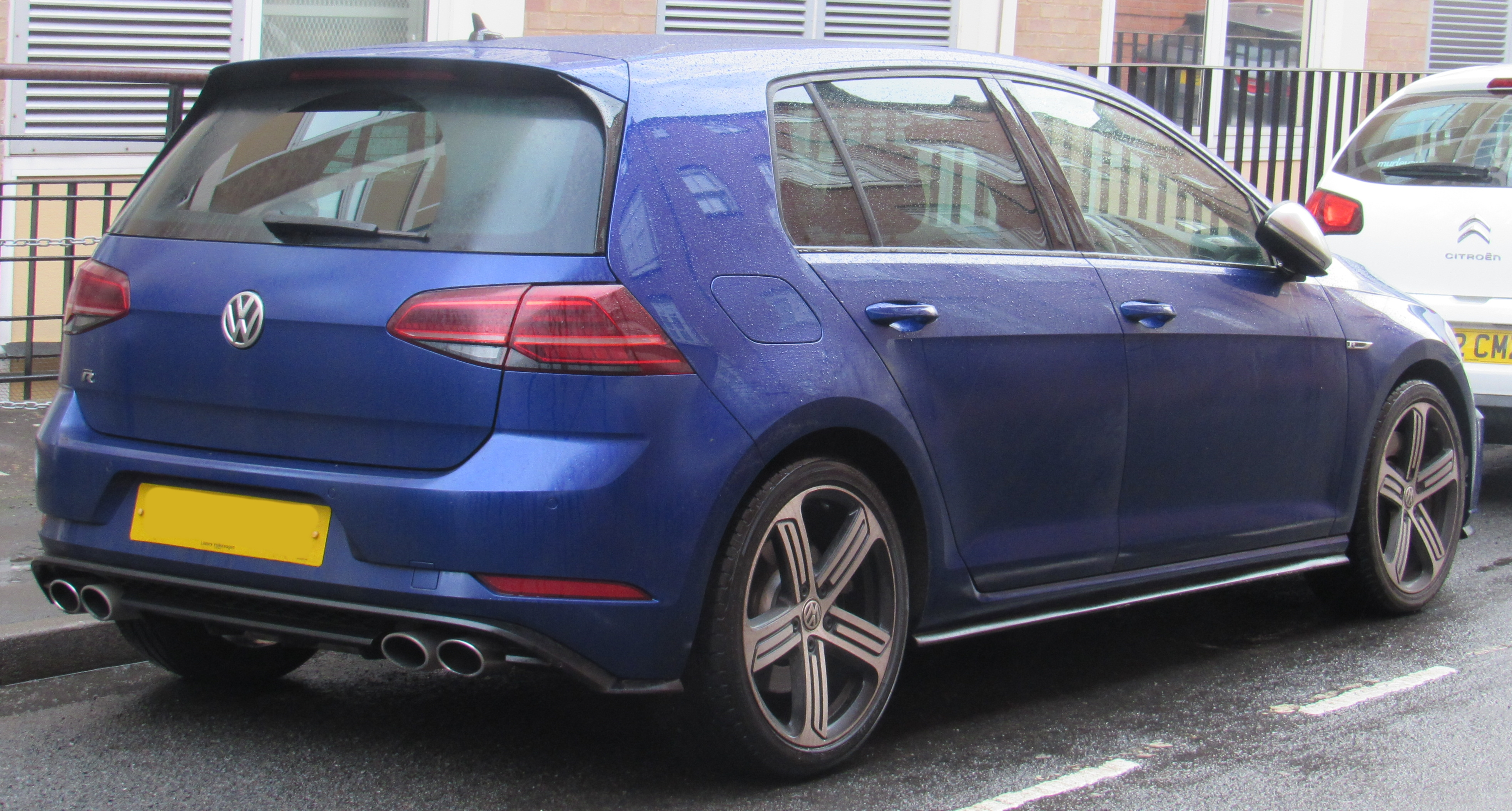
VW Golf R Heckansicht
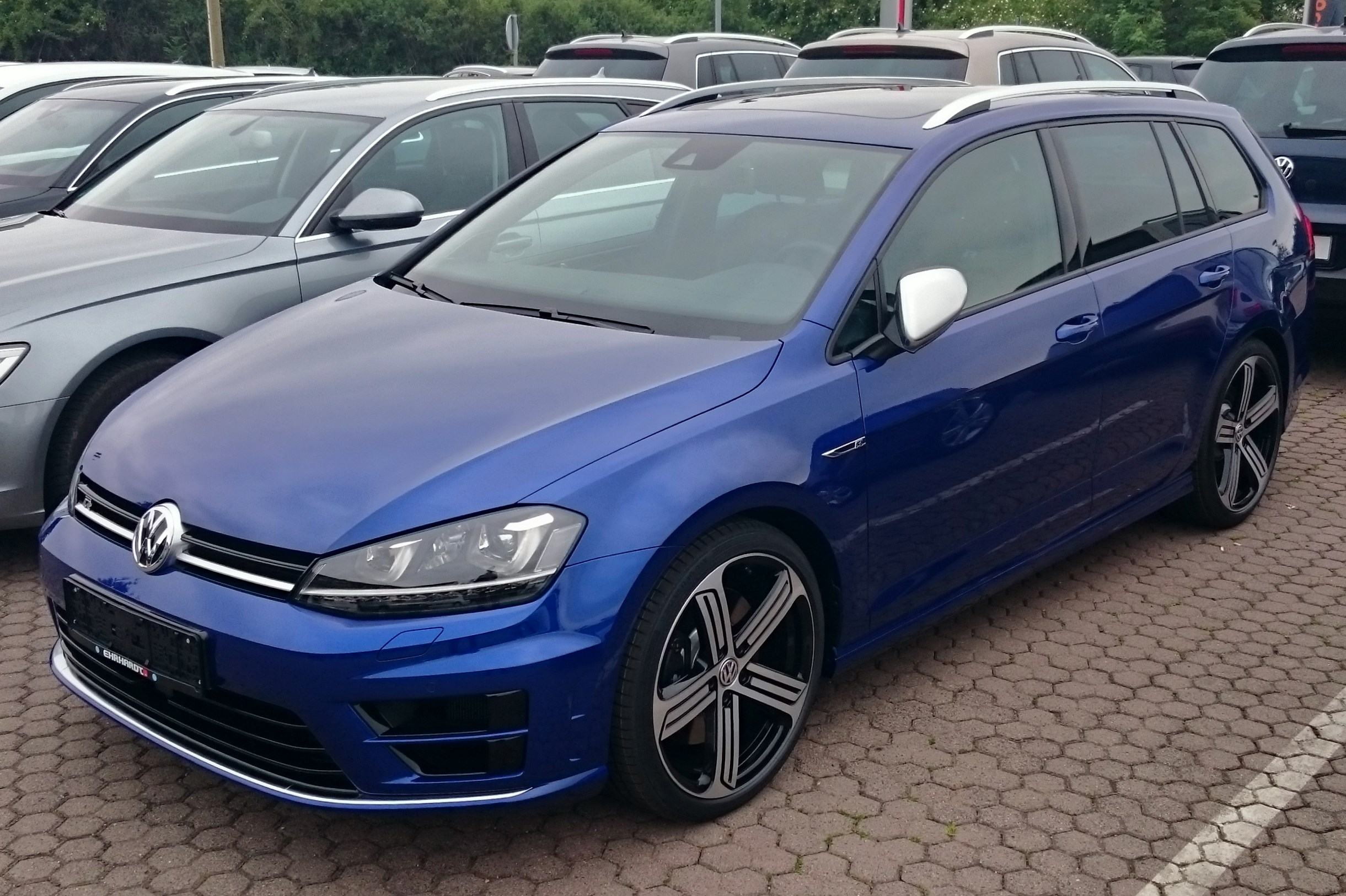
VW Golf R Variant (2015–2017)
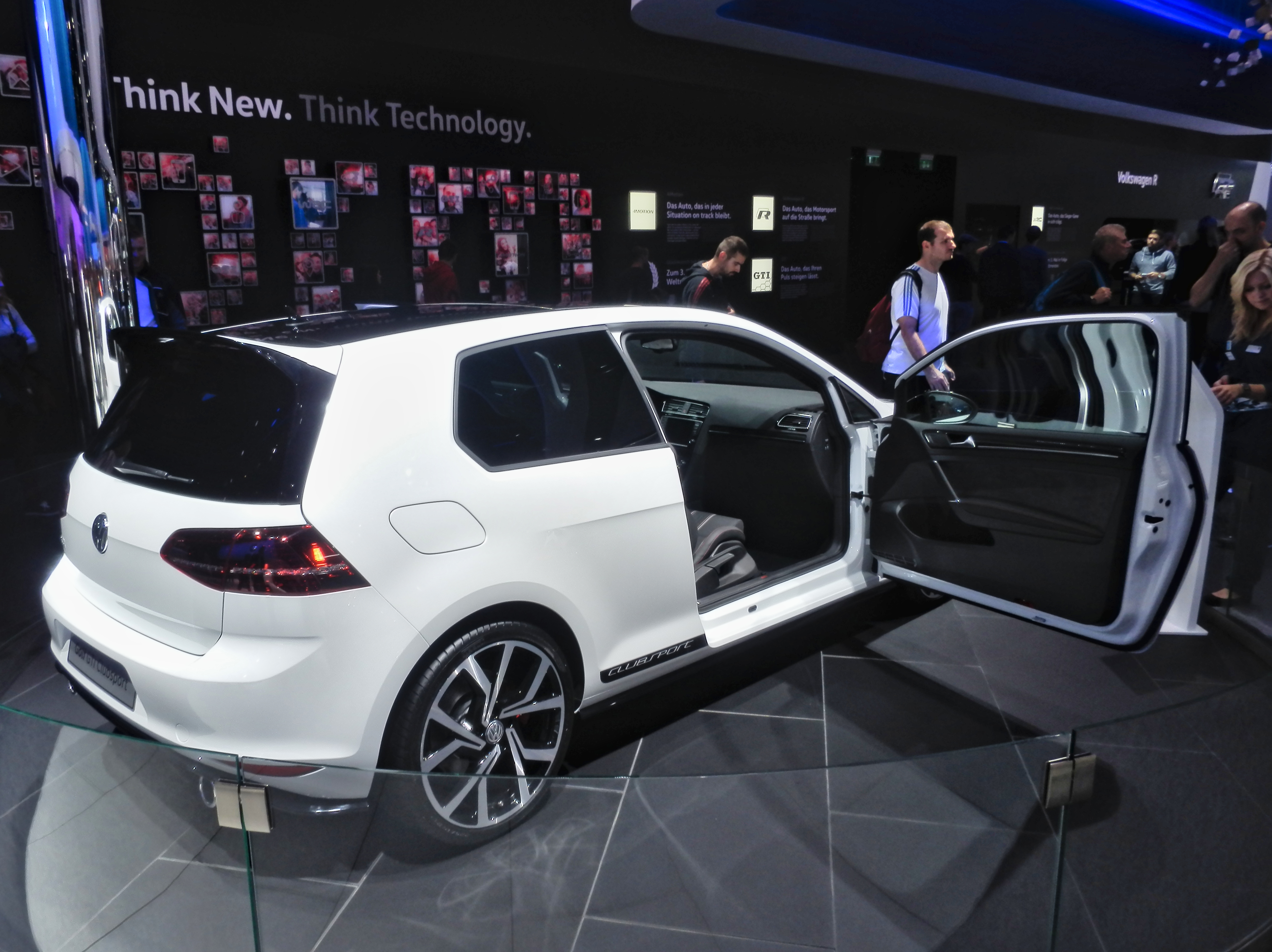
VW Golf GTI Clubsport (2016–2017)
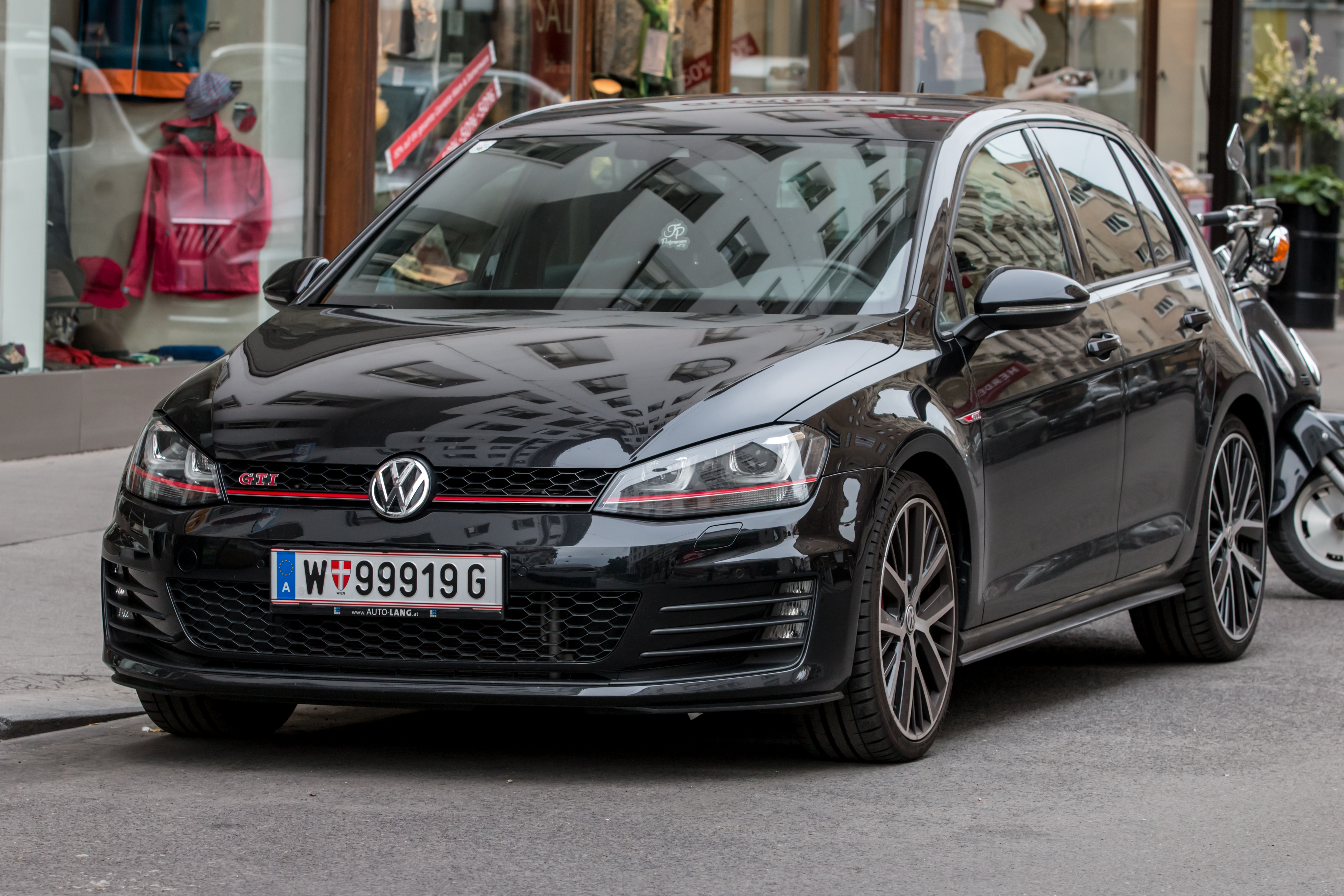
VW Golf GTI (2013–2017)
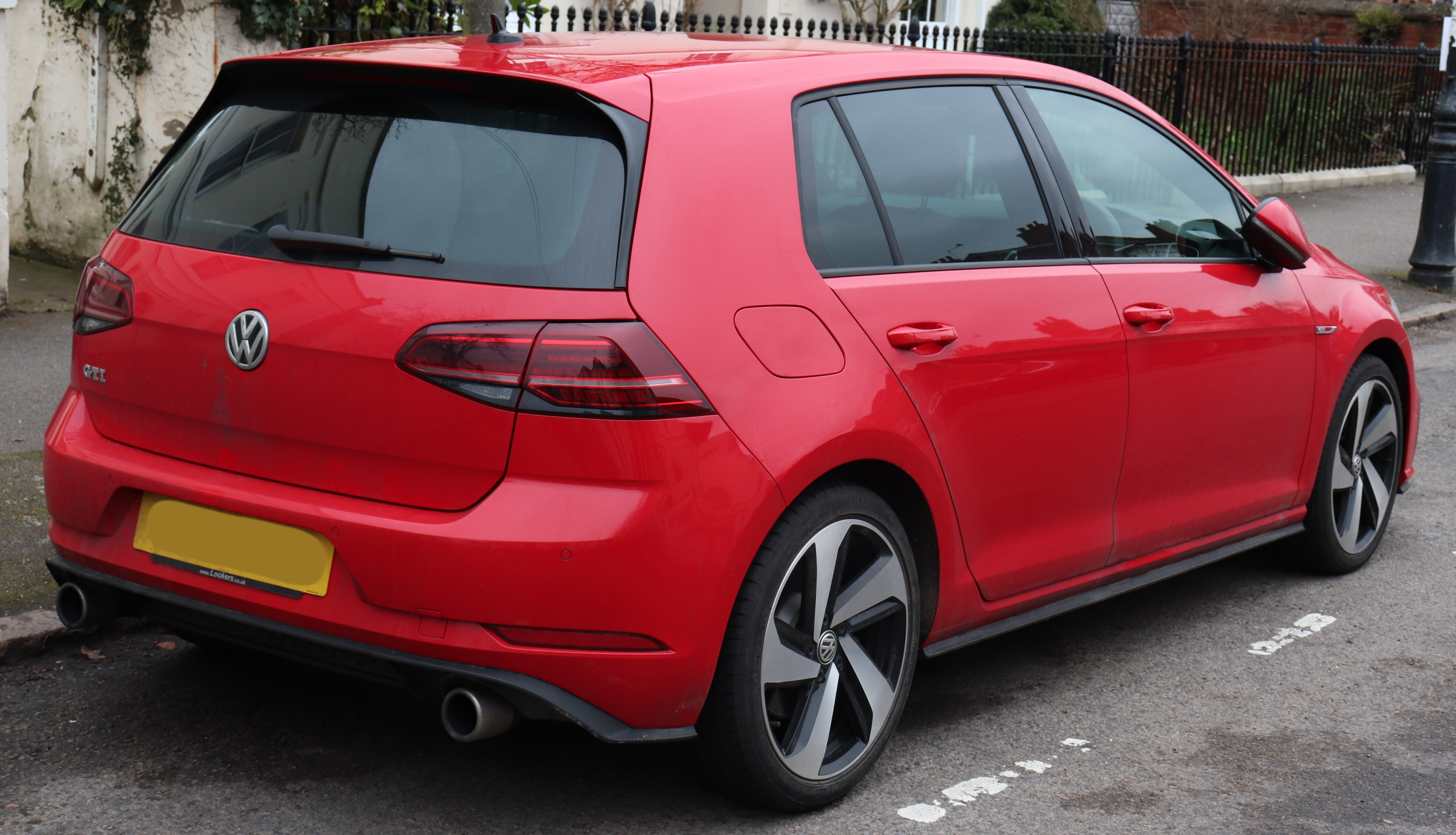
VW Golf GTI (2017–2019) Heckansicht

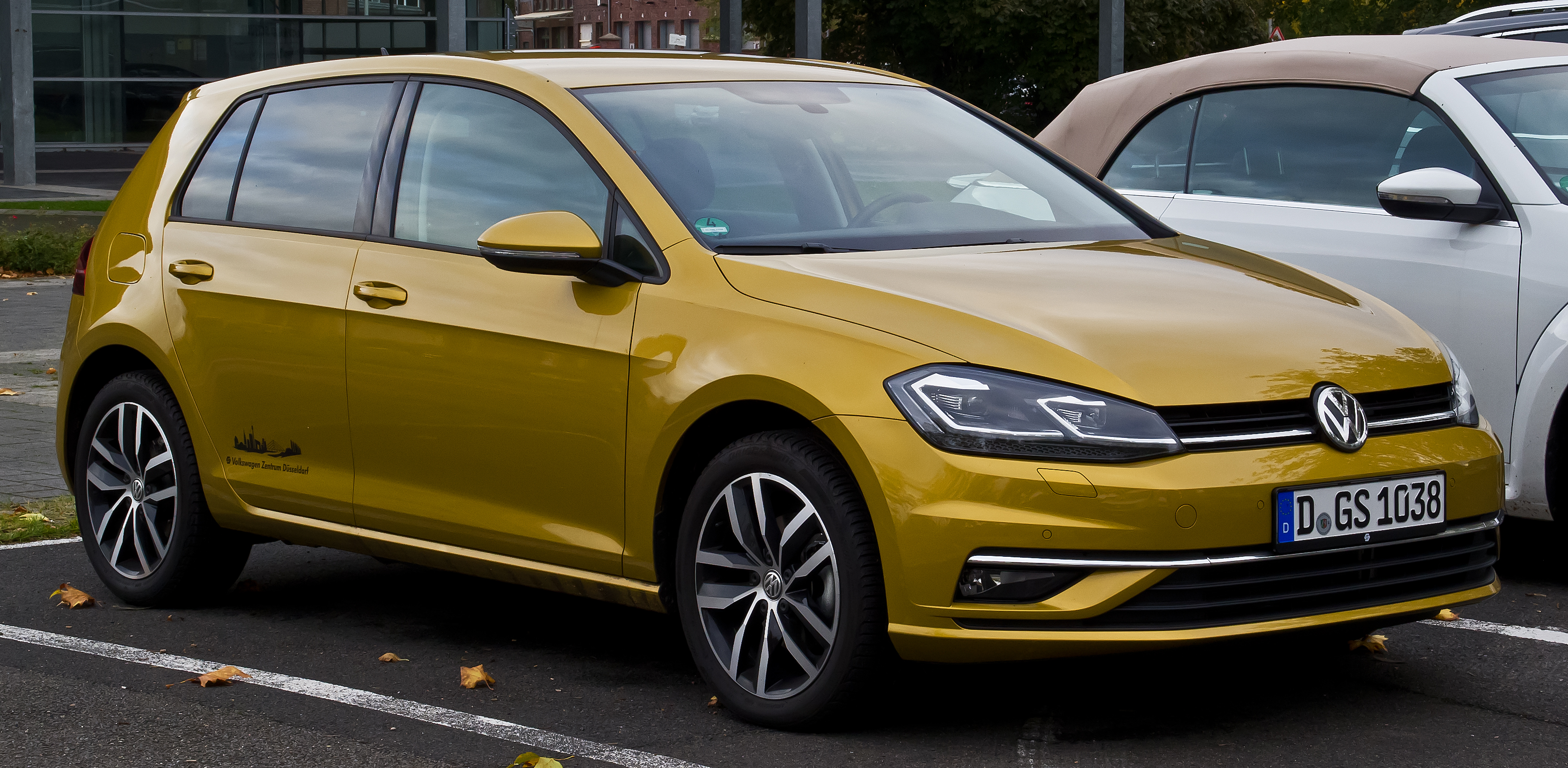
VW Golf (2017–2019)
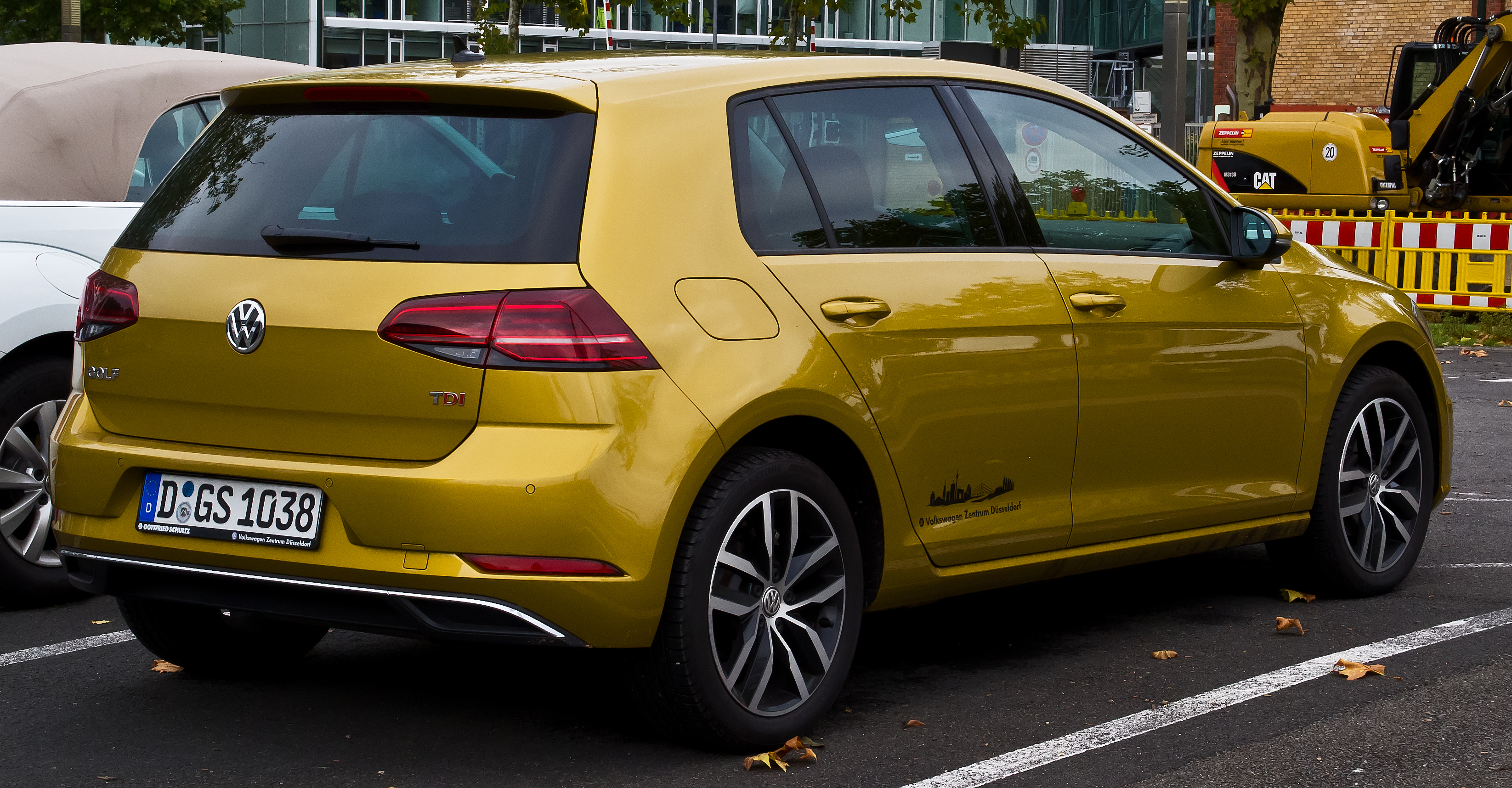
Heckansicht
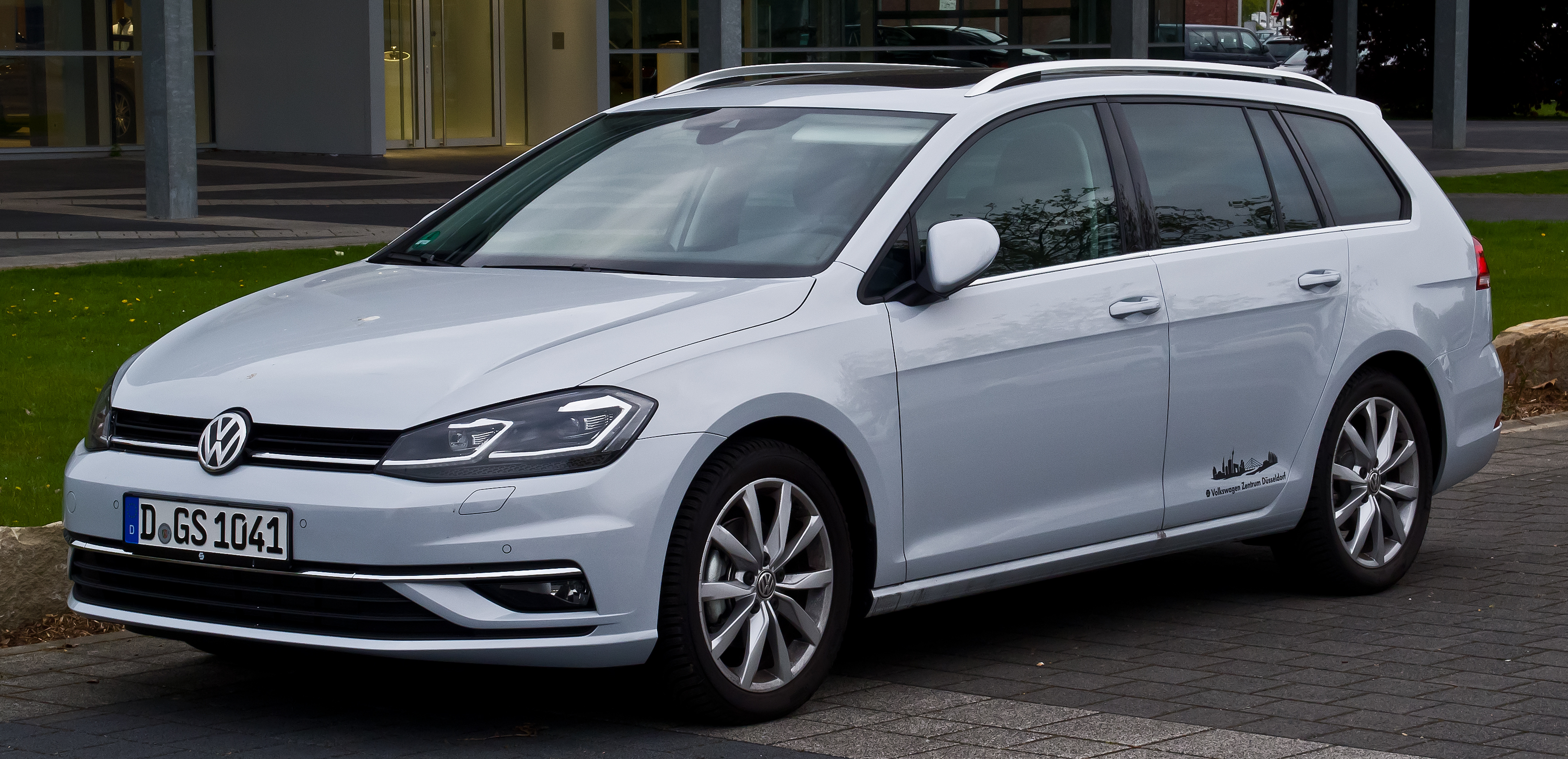
VW Golf Variant (2017–2020)
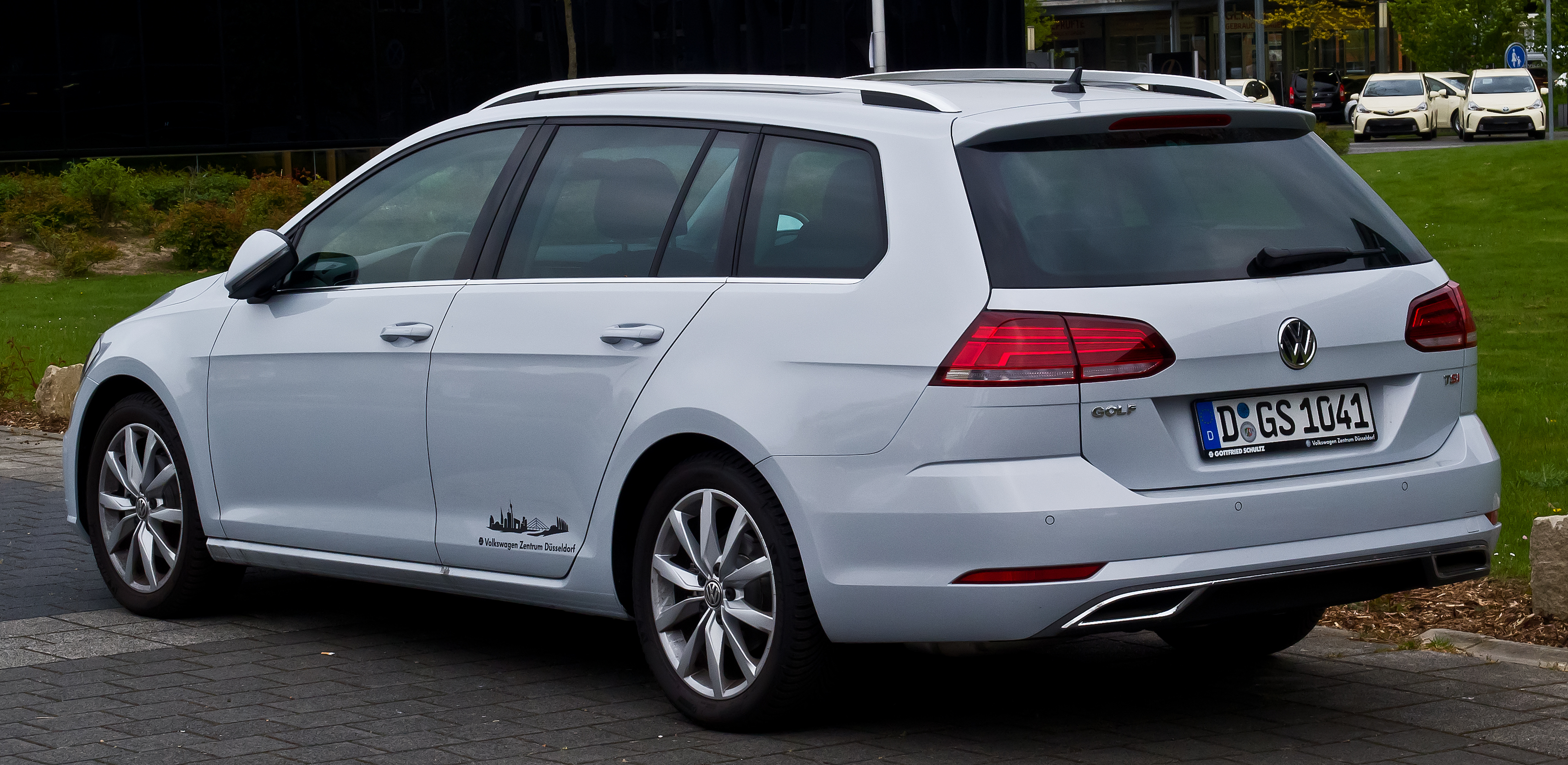
Heckansicht
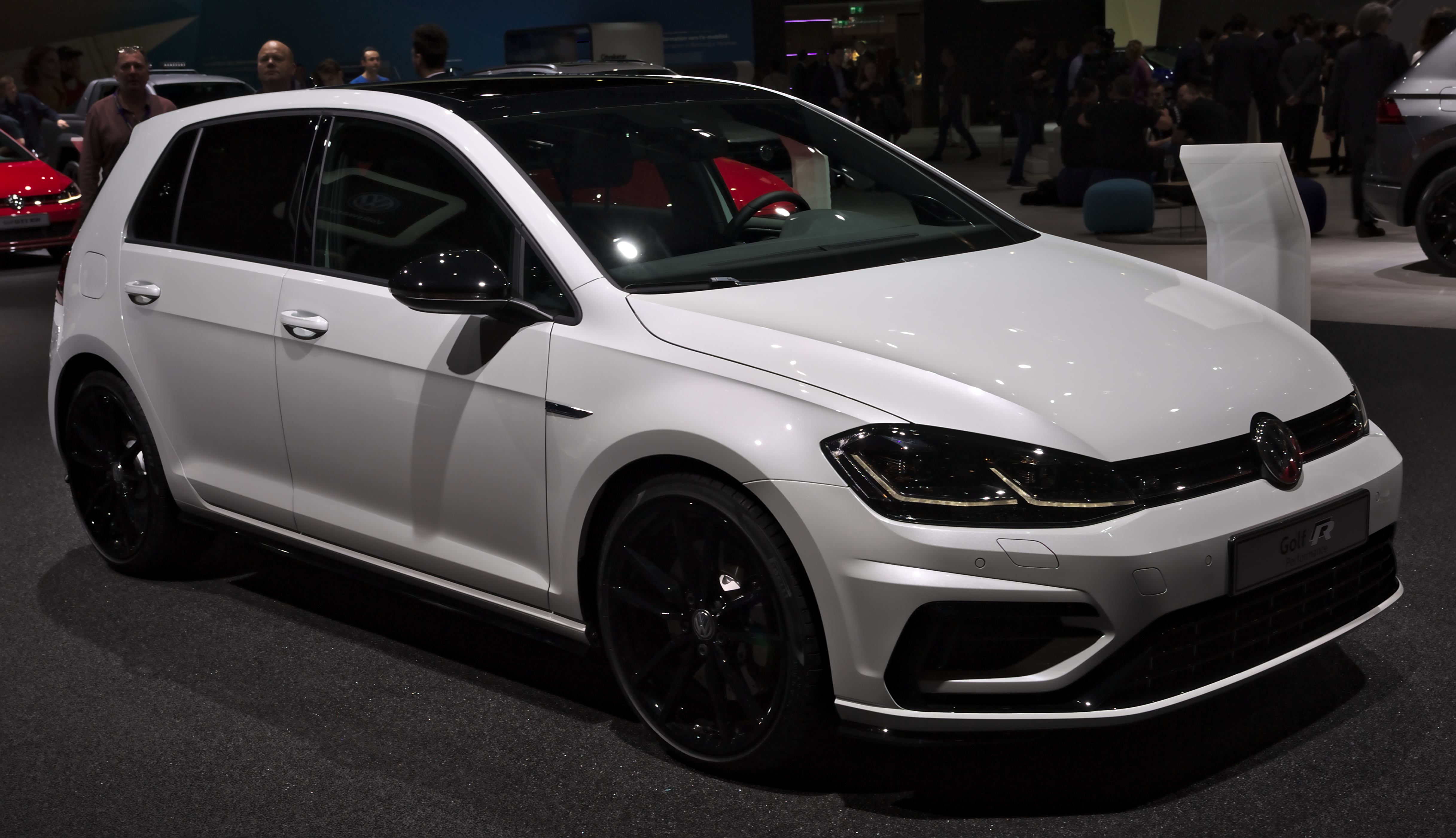
VW Golf R (2017–2019)
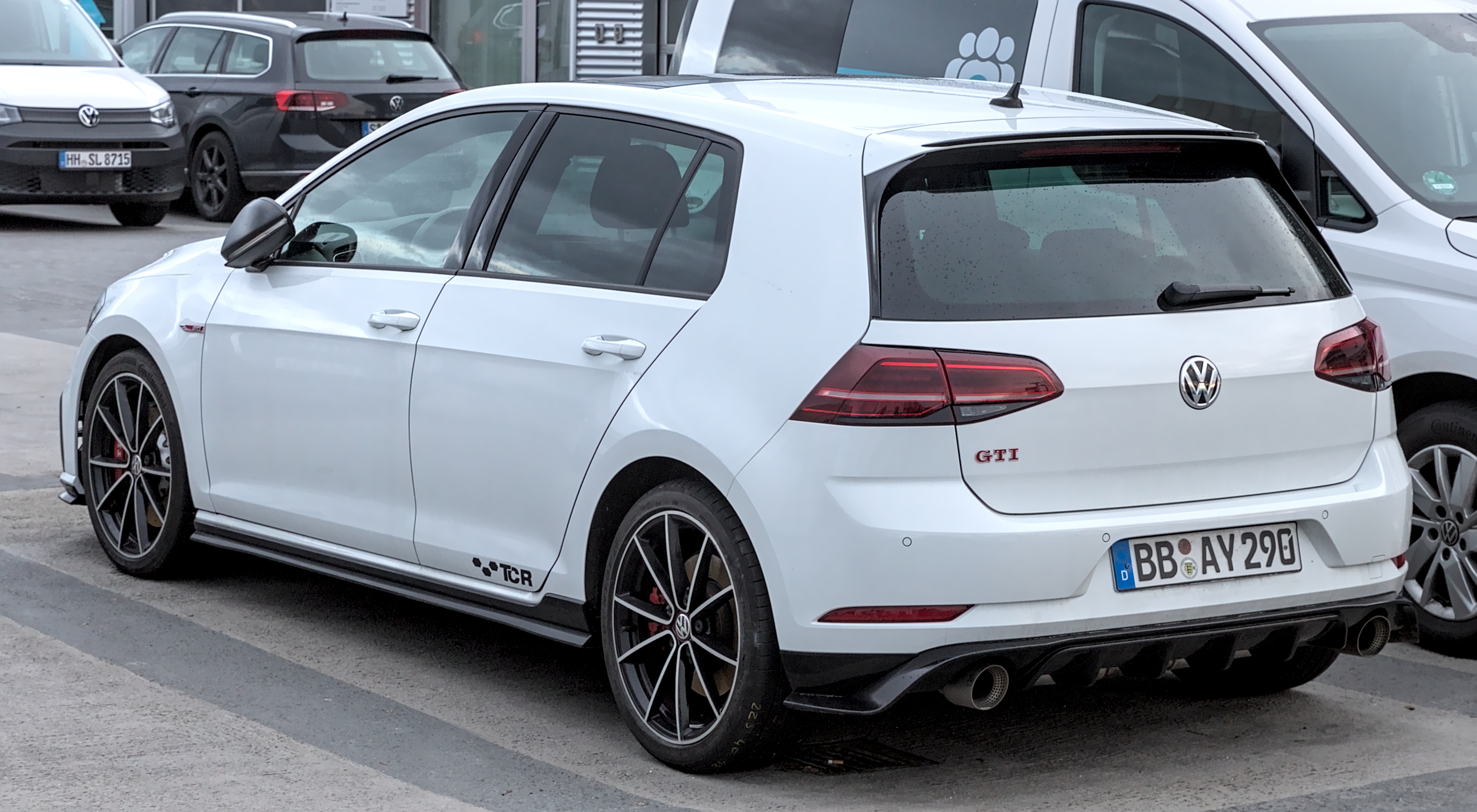
VW Golf GTI TCR (2019)

## Ausstattung

### Ausstattungslinien
Die Grundausstattung Trendline des Golf wurde zu Beginn ab 16.975 € verkauft und beinhaltet eine Start-Stopp-Automatik, ein Bremsenergie-Rückgewinnungssystem, einen Fünf-Zoll-Touchscreen-Bildschirm in der Mittelkonsole und eine Klimaanlage.
Mit der Comfortline und Highline werden weitere Extras hinzugefügt. Die höheren Linien können mit diversen Sonderausstattungen bestellt werden, welche für die „Trendline“ nicht verfügbar sind. Die Modelle GTD, GTI Performance, R und GTE besitzen eigene Ausstattungslinien, die oberhalb der „Highline“ angesiedelt sind.

### Fahrerassistenzsysteme

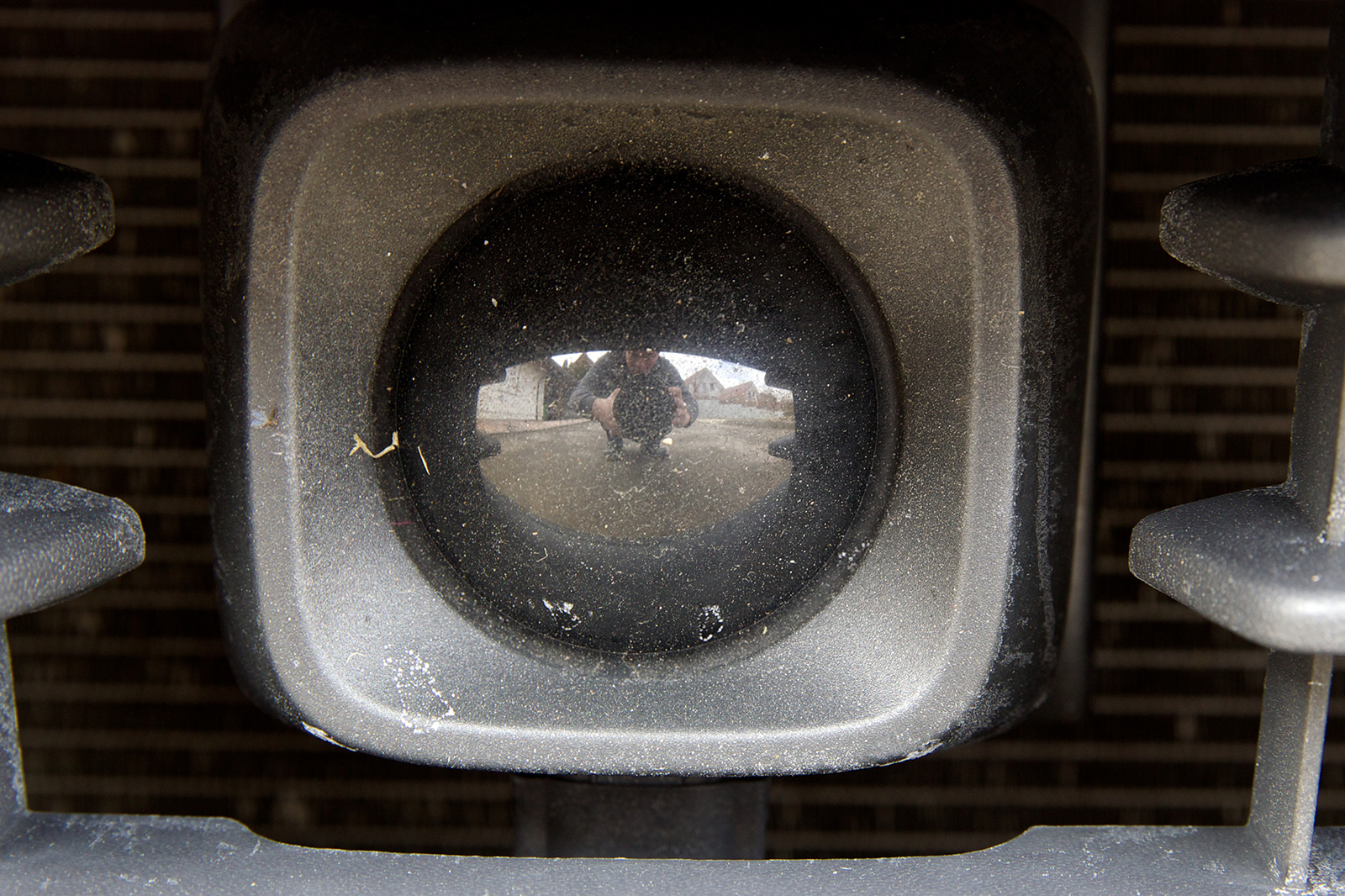
Abstandsregeltempomat Radarsensor (LRR3)

Neben der Multikollisionsbremse zählt ein Reifendruckkontrollsystem zu den serienmäßigen Fahrerassistenzsystemen.
Ein Notbremsassistent ist erhältlich, der bei einer Notbremsung vorsorglich die Sicherheitsgurte der Vordersitze strafft und Fenster sowie Schiebedach schließt. Eine Stadt-Notbremsfunktion erkennt mögliche Kollisionen und leitet bei Geschwindigkeiten unter 30 km/h automatisch eine Notbremsung ein. Darüber hinaus sind blendfreies Fernlicht, ein Spurhalteassistent, ein Abstandsregeltempomat (ACC), hier sind frühere Modelle mit dem LRR3 von Bosch (siehe Foto) ausgestattet, ein Aufmerksamkeits-Assistent, eine Verkehrszeichenerkennung und eine Fernlichtautomatik erhältlich.

## Sondermodelle

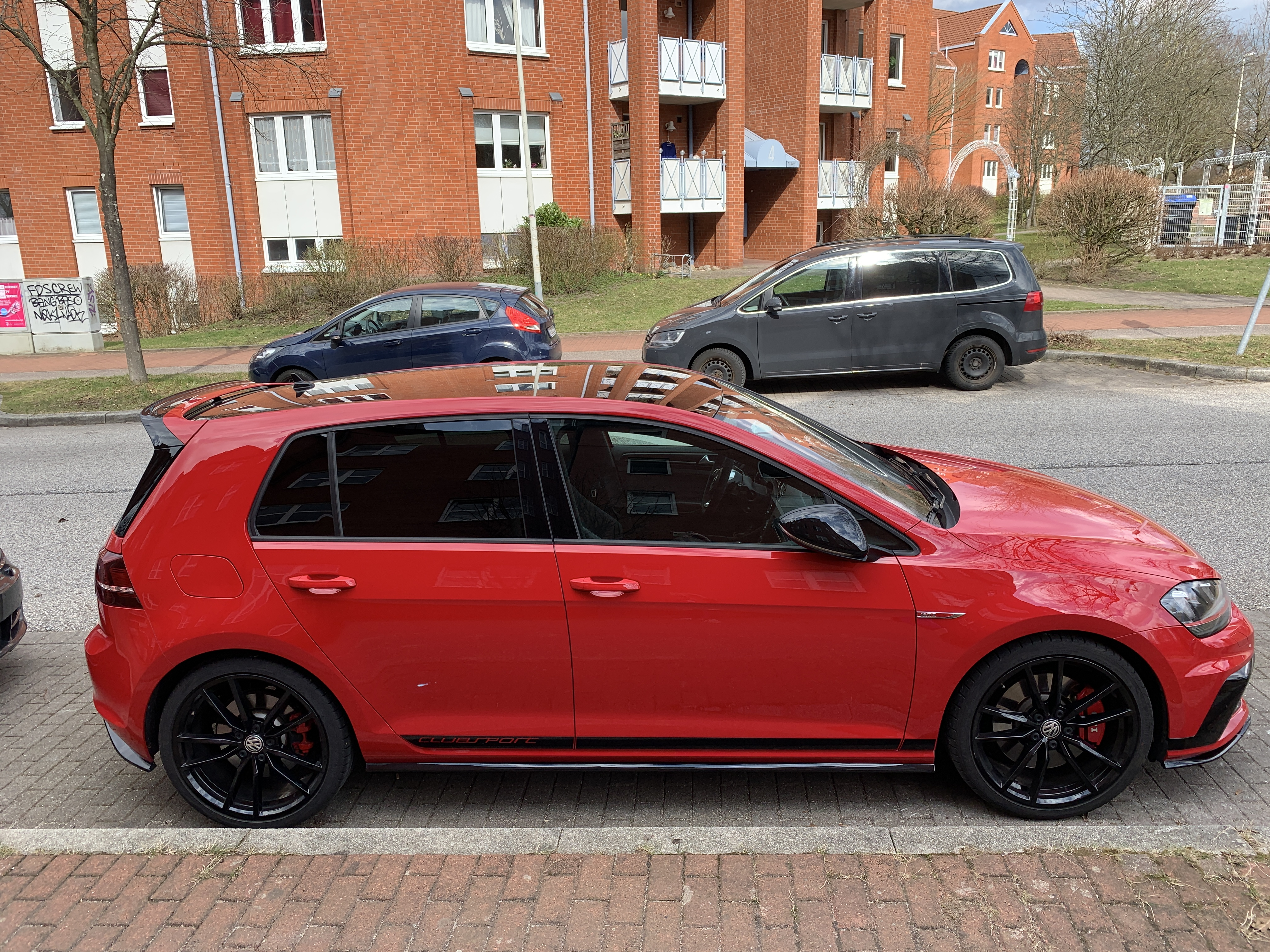
Sondermodell GTI Clubsport

- Jahr 2014, verfügbar bis Oktober 2014: Sondermodell „Cup“.

Die Comfortline-Ausstattung wurde kombiniert mit sonst optionalen Ausstattungsmerkmalen, die funktional und optisch beinahe das Highline-Niveau erreichen. VW bezifferte dies mit etwa „1000 Euro Preisvorteil“ (nach entsprechender Ausstattungsangleichung, sofern verfügbar).
- Dezember 2014, verfügbar bis Dezember 2015: Sondermodell „Lounge“.

Die Comfortline-Ausstattung wurde kombiniert mit sonst optionalen Ausstattungsmerkmalen. Volkswagen bezifferte dies mit „bis zu 3800 Euro Preisvorteil“.
- Juli 2014, verfügbar bis Oktober 2015: Sondermodell „Edition“ zum 40-jährigen Geburtstag des Golf

Die Highline-Ausstattung wurde kombiniert mit glanzgedrehten 17-Zoll-Aluminiumrädern im Singapore-Design, Xenon-Scheinwerfern mit LED-Tagfahrlicht, Abstandstempomat ACC, ParkPilot, Blind-Spot-Sensor mit Ausparkassistent, Sportsitzen in der Farbe Volcano-Braun mit Nappa-Lederwangen und Alcantara-Sitzmittelbahn, beleuchteten Einstiegsleisten, Licht & Sicht-Paket, Spiegelpaket, Multifunktionsanzeige Premium, Radio Composition Media, Sonderlackierung Light Brown Metallic.
- Dezember 2015 bis November 2016: Sondermodell „ALLSTAR“.[32]
- Januar 2016: Sondermodell GTI „Clubsport“.
- Herbst 2016: Sondermodell GTI „Clubsport S“.
- seit September 2016: Golf R360S (nur in der Schweiz)

Zur Exklusivausstattung „R360S“ gehören neben der Leistungssteigerung (von ABT Sportline) auch 17-Zoll-Winterkompletträder „Dijon“, das „R360S“ Zeichen am Heck und die Folierung – beide im Carbonlook. Daneben enthält die Ausstattung das Navigationssystem „Discover Pro“, die Rückfahrkamera, das proaktive Insassenschutzsystem, die adaptive Fahrwerksregelung DCC sowie den elektrisch verstellbaren Fahrersitz. Außerdem erhielt jeder Käufer eine Armbanduhr im „R-Design“ (Chronograph).
- Dezember 2016 bis November 2017: Sondermodell „Sound“. Zusätzlich zur Comfortlineausstattung: 16-Zoll-Leichtmetallräder „Woodstock“, abgedunkelte hintere Seiten und Heckscheiben, Nebelscheinwerfer, „SOUND“-Plaketten auf der B-Säule oder dem Kotflügel, Einstiegsleisten mit „SOUND“-Schriftzug, Sitzstoffe im Aktionsdesign „Equalizer“ mit farblich abgesetzten Ziernähten, zusätzliche Chromapplikationen, serienmäßig Climatronic, ParkPilot, Winterpaket, beheizbare Vordersitze.
- Dezember 2017 bis Dezember 2018: Sondermodell „Join“. Zusätzlich zur Comfortlineausstattung: 16-Zoll-Leichtmetallräder „Woodstock“, abgedunkelte hintere Seiten und Heckscheiben 65 %, Nebelscheinwerfer, Umfeldbeobachtungssystem „Front Assist“ mit City-Notbremsfunktion, Lenkrad und Schaltknauf in Leder, Navigationssystem „Discover Media“, Online-Dienste Car-Net „Guide & Inform“.
- Januar 2019 bis Dezember 2019: Sondermodell „IQ.DRIVE“.
- Januar 2019 bis Dezember 2019: Sondermodell GTI „TCR“ (Ein Sondermodell auf Basis des Golf VII GTI Performance. Der GTI TCR orientiert sich am TCR-Rennwagen und leistet 213 kW/290 PS).
- seit Januar 2020: Sondermodell „United“ (nur Variant und Sportsvan).

## Technische Daten
Wie schon beim ersten Golf ist der Motor quer eingebaut und treibt die Vorderräder an, die einzeln an MacPherson-Federbeinen und Querlenkern aufgehängt sind. Die Hinterachse ist beim Golf VII ab einer Motorleistung von 90 kW (122 PS) eine Mehrlenkerachse wie beim Golf V und Golf VI. Bei Fahrzeugen mit schwächerem Motor wird – wie zuletzt beim Golf IV – eine Verbundlenkerachse eingebaut. Sie ist kompakter, leichter und günstiger in der Herstellung.
36 Prozent der selbsttragenden Stahlblech-Karosserie des Golf VII sind aus warmumgeformten hochfesten oder höchstfesten Stählen gefertigt.
Seit Februar 2014 ist das Modell als Elektroauto e-Golf erhältlich. Es hat drei verschiedene Fahrmodi: Normal, Eco und Eco+. In ihnen werden die Leistung des Elektromotors und die Höchstgeschwindigkeit unterschiedlich begrenzt. Außerdem bietet er eine Nutzbremse (Rekuperation), deren Wirkung in drei Stufen geändert werden kann. Die Reichweite nach NEFZ-Fahrzyklus beträgt 190 Kilometer, laut Werksangaben praxisnah 130 bis 190 Kilometer. Die Schnellladefähigkeit über CCS ist aufpreispflichtig.
Im August 2014 erschien mit dem Golf GTE eine Plug-in-Hybrid-Version mit Verbrennungsmotor und Elektromotor (vor seiner Premiere als Golf Twin-Drive bezeichnet). Nach NEFZ-Fahrzyklus beträgt die elektrische Reichweite 50 Kilometer, die Gesamtreichweite 939 Kilometer.

### Ottomotoren
|                                                     | 1.0 TSI                                           | 1.0 TSI                                           | 1.0 TSI                                           | 1.0 TSI                                           | 1.2 TSI                                           | 1.2 TSI                                           | 1.2 TSI                                           | 1.4 TGI                                           | 1.4 TSI                                           | 1.4 TSI                                           | 1.4 TSI (ACT)                                     | 1.4 TSI (ACT)                                     | 1.5 TGI                                           | 1.5 TSI (ACT)                                     | 1.5 TSI (ACT)                                     | 1.8 TSI (2)                           | 1.8 TSI (3)                           |
| --------------------------------------------------- | ------------------------------------------------- | ------------------------------------------------- | ------------------------------------------------- | ------------------------------------------------- | ------------------------------------------------- | ------------------------------------------------- | ------------------------------------------------- | ------------------------------------------------- | ------------------------------------------------- | ------------------------------------------------- | ------------------------------------------------- | ------------------------------------------------- | ------------------------------------------------- | ------------------------------------------------- | ------------------------------------------------- | ------------------------------------- | ------------------------------------- |
| Bauzeitraum                                         | 03/2017–12/2019                                   | 12/2016–08/2018                                   | 04/2015–12/2016                                   | 10/2018–05/2020                                   | 08/2012–03/2017                                   | 08/2012–04/2014                                   | 04/2014–03/2017                                   | 04/2013–05/2018                                   | 08/2012–04/2014                                   | 04/2014–03/2018                                   | 08/2012–04/2014                                   | 04/2014–06/2017                                   | 01/2019–05/2020                                   | 07/2017–05/2020                                   | 03/2017–05/2020                                   | 06/2014–2019                          | 04/2015–05/2018                       |
| Motorart                                            | Ottomotor                                         | Ottomotor                                         | Ottomotor                                         | Ottomotor                                         | Ottomotor                                         | Ottomotor                                         | Ottomotor                                         | Ottomotor                                         | Ottomotor                                         | Ottomotor                                         | Ottomotor                                         | Ottomotor                                         | Ottomotor                                         | Ottomotor                                         | Ottomotor                                         | Ottomotor                             | Ottomotor                             |
| Motortyp                                            | Reihenmotor, Benzindirekteinspritzung, Zahnriemen | Reihenmotor, Benzindirekteinspritzung, Zahnriemen | Reihenmotor, Benzindirekteinspritzung, Zahnriemen | Reihenmotor, Benzindirekteinspritzung, Zahnriemen | Reihenmotor, Benzindirekteinspritzung, Zahnriemen | Reihenmotor, Benzindirekteinspritzung, Zahnriemen | Reihenmotor, Benzindirekteinspritzung, Zahnriemen | Reihenmotor, Benzindirekteinspritzung, Zahnriemen | Reihenmotor, Benzindirekteinspritzung, Zahnriemen | Reihenmotor, Benzindirekteinspritzung, Zahnriemen | Reihenmotor, Benzindirekteinspritzung, Zahnriemen | Reihenmotor, Benzindirekteinspritzung, Zahnriemen | Reihenmotor, Benzindirekteinspritzung, Zahnriemen | Reihenmotor, Benzindirekteinspritzung, Zahnriemen | Reihenmotor, Benzindirekteinspritzung, Zahnriemen | Reihenmotor, Benzindirekteinspritzung | Reihenmotor, Benzindirekteinspritzung |
| Motorbaureihe                                       | VW EA211                                          | VW EA211                                          | VW EA211                                          | VW EA211                                          | VW EA211                                          | VW EA211                                          | VW EA211                                          | VW EA211                                          | VW EA211                                          | VW EA211                                          | VW EA211                                          | VW EA211                                          | VW EA211 evo                                      | VW EA211 evo                                      | VW EA211 evo                                      | VW EA888                              | VW EA888                              |
| Motorkennbuchstaben                                 | CHZK                                              | CHZC                                              | CHZD                                              | DKRF                                              | CJZB                                              | CJZA                                              | CYVB                                              | CPWA                                              | CMBA, CPVA                                        | CZCA                                              | CHPA, (CPTA)                                      | CZDA, (CZEA)                                      | DHFA                                              | DACA                                              | DADA, DPCA                                        | CXB                                   | CJSB                                  |
| Motoraufladung                                      | Turbolader                                        | Turbolader                                        | Turbolader                                        | Turbolader                                        | Turbolader                                        | Turbolader                                        | Turbolader                                        | Turbolader                                        | Turbolader                                        | Turbolader                                        | Turbolader                                        | Turbolader                                        | VTG-Turbolader                                    | VTG-Turbolader                                    | Turbolader                                        | Turbolader                            | Turbolader                            |
| Zylinder/Ventile                                    | 3/12                                              | 3/12                                              | 3/12                                              | 3/12                                              | 4/16                                              | 4/16                                              | 4/16                                              | 4/16                                              | 4/16                                              | 4/16                                              | 4/16                                              | 4/16                                              | 4/16                                              | 4/16                                              | 4/16                                              | 4/16                                  | 4/16                                  |
| Hubraum                                             | 999 cm³                                           | 999 cm³                                           | 999 cm³                                           | 999 cm³                                           | 1197 cm³                                          | 1197 cm³                                          | 1197 cm³                                          | 1395 cm³                                          | 1395 cm³                                          | 1395 cm³                                          | 1395 cm³                                          | 1395 cm³                                          | 1498 cm³                                          | 1498 cm³                                          | 1498 cm³                                          | 1798 cm³                              | 1798 cm³                              |
| max. Leistung bei min−1                             | 63 kW (85 PS) /5000–5500                          | 81 kW (110 PS) /5000–5500                         | 85 kW (115 PS) /5000–5500                         | 85 kW (115 PS) /5000–5500                         | 63 kW (85 PS) /4300–5300                          | 77 kW (105 PS) /5000                              | 81 kW (110 PS) /4600–5600                         | 81 kW (110 PS) /4800–6000                         | 90 kW (122 PS) /5000                              | 92 kW (125 PS) /5000–6000                         | 103 kW (140 PS) /4500–6000                        | 110 kW (150 PS) /5000–6000                        | 96 kW (130 PS) /5000–6000                         | 96 kW (130 PS) /5000–6000                         | 110 kW (150 PS) /5000–6000                        | 126 kW (172 PS) /4800–6200            | 132 kW (180 PS) /4500–6200            |
| max. Drehmoment bei min−1                           | 175 Nm /2000–3000                                 | 200 Nm /2000–3500                                 | 200 Nm /2000–3500                                 | 200 Nm /2000–3500                                 | 160 Nm /1400–3500                                 | 175 Nm /1400–4100                                 | 175 Nm /1400–4000                                 | 200 Nm /1500–3500                                 | 200 Nm /1400–4000                                 | 200 Nm /1400–4000                                 | 250 Nm /1500–3500                                 | 250 Nm /1500–3500                                 | 200 Nm /1400–4000                                 | 200 Nm /1400–4000                                 | 250 Nm /1500–3500                                 | 270 Nm /1600–4200                     | 280 Nm /1350–4500                     |
| Antriebsart, serienmäßig                            | Vorderradantrieb                                  | Vorderradantrieb                                  | Vorderradantrieb                                  | Vorderradantrieb                                  | Vorderradantrieb                                  | Vorderradantrieb                                  | Vorderradantrieb                                  | Vorderradantrieb                                  | Vorderradantrieb                                  | Vorderradantrieb                                  | Vorderradantrieb                                  | Vorderradantrieb                                  | Vorderradantrieb                                  | Vorderradantrieb                                  | Vorderradantrieb                                  | Vorderradantrieb                      | Allradantrieb (4Motion)               |
| Antriebsart, optional                               | –                                                 | –                                                 | –                                                 | –                                                 | –                                                 | –                                                 | –                                                 | –                                                 | –                                                 | –                                                 | –                                                 | –                                                 | –                                                 | –                                                 | –                                                 | –                                     | –                                     |
| Getriebeart, serienmäßig                            | 5-Gang-Schaltgetriebe                             | 6-Gang-Schaltgetriebe                             | 6-Gang-Schaltgetriebe                             | 6-Gang-Schaltgetriebe                             | 5-Gang-Schaltgetriebe                             | 6-Gang-Schaltgetriebe                             | 6-Gang-Schaltgetriebe                             | 6-Gang-Schaltgetriebe                             | 6-Gang-Schaltgetriebe                             | 6-Gang-Schaltgetriebe                             | 6-Gang-Schaltgetriebe                             | 6-Gang-Schaltgetriebe                             | 6-Gang-Schaltgetriebe                             | 6-Gang-Schaltgetriebe                             | 6-Gang-Schaltgetriebe                             | 5-Gang-Schaltgetriebe                 | 6-Gang-DSG (DQ250)                    |
| Getriebeart, optional                               | –                                                 | 7-Gang-DSG (DQ200)                                | 7-Gang-DSG (DQ200)                                | 7-Gang-DSG (DQ200)                                | 7-Gang-DSG (DQ200)                                | 7-Gang-DSG (DQ200)                                | 7-Gang-DSG (DQ200)                                | 7-Gang-DSG (DQ200)                                | 7-Gang-DSG (DQ200)                                | 7-Gang-DSG (DQ200)                                | 7-Gang-DSG (DQ200)                                | 7-Gang-DSG (DQ200)                                | 7-Gang-DSG (DQ200)                                | 7-Gang-DSG (DQ200)                                | 7-Gang-DSG (DQ200)                                | 6-Gang-Automatikgetriebe              | –                                     |
| Leergewicht                                         | 1206 kg                                           | 1216–1236 kg                                      | 1232 kg                                           | 1245 kg                                           | 1205 kg                                           | 1210–1229 kg                                      | 1210–1229 kg                                      | 1382–1395 kg                                      | 1225–1249 kg                                      | 1225–1249 kg                                      | 1268–1290 kg                                      | 1268–1290 kg                                      | 1350–1370 kg                                      | 1280–1322 kg                                      | 1294–1317 kg                                      | 1342 kg                               | 1540 kg                               |
| maximale Zuladung                                   | 589 kg                                            | 412–579 kg                                        | 573 kg                                            | 515 kg                                            | 590 kg                                            | 576–585 kg                                        | 595–596 kg                                        | 540–543 kg                                        | 570–576 kg                                        | 576–580 kg                                        | 585–587 kg                                        | 585–587 kg                                        | 473–595 kg                                        | 418–575 kg                                        | 413–568 kg                                        | 491 kg                                | 575 kg                                |
| Beschleunigung 0–100 km/h                           | 11,9 s                                            | 9,9 s                                             | 9,7 s                                             | 9,8 s                                             | 11,9 s                                            | 10,2 s                                            | 9,2 s                                             | 10,9 s                                            | 9,3 s                                             | 9,1 s                                             | 8,4 s                                             | 8,2 s                                             | 9,6 s                                             | 9,1 s                                             | 8,3 s                                             | 7,6 s                                 | 7,8 s                                 |
| Höchstgeschwindigkeit                               | 180 km/h                                          | 196 km/h                                          | 204 km/h                                          | 198 km/h                                          | 179 km/h                                          | 192 km/h                                          | 195 km/h                                          | 194 km/h                                          | 203 km/h                                          | 204 km/h                                          | 212 km/h                                          | 216 km/h                                          | 206 km/h                                          | 210 km/h                                          | 216 km/h                                          | 209 km/h                              | 217 km/h                              |
| Kraftstoffverbrauch auf 100 km, kombiniert          | 4,8–4,9 l Super                                   | 4,7–4,9 l Super                                   | 4,3 l Super                                       | 4,8–5,4 l Super                                   | 4,9 l Super                                       | 4,8–4,9 l Super                                   | 4,9 l Super                                       | 3,4–3,5 kg Erdgas (5,1–5,3 l Super)               | 5,0–5,2 l Super                                   | 5,0–5,2 l Super                                   | 4,7–5,2 l Super                                   | 5,0–5,2 l Super                                   | 3,5–3,6 kg Erdgas                                 | 4,8 l Super                                       | 4,9–5,0 l Super                                   | 7,8 l Super Plus                      | 6,5–6,6 l Super                       |
| CO2-Emission, kombiniert                            | 108–111 g/km                                      | 109–112 g/km                                      | 99 g/km                                           | 132 g/km                                          | 113 g/km                                          | 112–114 g/km                                      | 114 g/km                                          | 92–94 g/km (119–124 g/km)                         | 116–120 g/km                                      | 116–120 g/km                                      | 109–119 g/km                                      | 116–119 g/km                                      | 95–98 g/km                                        | 110 g/km                                          | 112–114 g/km                                      | k. A.                                 | 153–155 g/km                          |
| Abgasnorm nach EU-Klassifikation                    | Euro 6                                            | Euro 6                                            | Euro 6                                            | Euro 6d-TEMP                                      | Euro 5/6                                          | Euro 6                                            | Euro 6                                            | Euro 6                                            | Euro 5                                            | Euro 6                                            | Euro 5 (1)                                        | Euro 6                                            | Euro 6                                            | Euro 6                                            | Euro 6                                            | –                                     | Euro 6                                |
| In Deutschland erhobene Kfz-Steuer pro Kalenderjahr | 46 Euro                                           | 46–54 Euro                                        | 36 Euro                                           | 94 Euro                                           | 60 Euro                                           | 58–68 Euro                                        | 58 Euro                                           | 28–34 Euro                                        | 70–86 Euro                                        | 70–92 Euro                                        | 56–80 Euro                                        | 56–90 Euro                                        | 64–74 Euro                                        | 118 Euro                                          | 72–142 Euro                                       |                                       |                                       |

### Ottomotoren über 147 kW (200 PS)
|                                                     | GTI                                   | GTI                                   | GTI „Performance“                     | GTI „Performance“                     | GTI „Clubsport“                       | GTI „Clubsport S“ (4)                 | GTI TCR                               | R                                     | R                                     | R                                               | R360S (6)                             |
| --------------------------------------------------- | ------------------------------------- | ------------------------------------- | ------------------------------------- | ------------------------------------- | ------------------------------------- | ------------------------------------- | ------------------------------------- | ------------------------------------- | ------------------------------------- | ----------------------------------------------- | ------------------------------------- |
| Bauzeitraum                                         | 03/2013–02/2017                       | 02/2017–05/2018                       | 03/2013–02/2017                       | 02/2017–12/2019                       | 01/2016–02/2017                       | 09/2016–02/2017                       | 01/2019–12/2019                       | 11/2013–02/2017                       | 12/2018–02/2020                       | 02/2017–08/2018                                 | 09/2016–02/2017                       |
| Motorart                                            | Ottomotor                             | Ottomotor                             | Ottomotor                             | Ottomotor                             | Ottomotor                             | Ottomotor                             | Ottomotor                             | Ottomotor                             | Ottomotor                             | Ottomotor                                       | Ottomotor                             |
| Motortyp                                            | Reihenmotor, Benzindirekteinspritzung | Reihenmotor, Benzindirekteinspritzung | Reihenmotor, Benzindirekteinspritzung | Reihenmotor, Benzindirekteinspritzung | Reihenmotor, Benzindirekteinspritzung | Reihenmotor, Benzindirekteinspritzung | Reihenmotor, Benzindirekteinspritzung | Reihenmotor, Benzindirekteinspritzung | Reihenmotor, Benzindirekteinspritzung | Reihenmotor, Benzindirekteinspritzung           | Reihenmotor, Benzindirekteinspritzung |
| Motorbaureihe                                       | EA888 3. Generation                   | EA888 3. Generation                   | EA888 3. Generation                   | EA888 3. Generation                   | EA888 3. Generation                   | EA888 3. Generation                   | EA888 3. Generation                   | EA888 3. Generation                   | EA888 3. Generation                   | EA888 3. Generation                             | EA888 3. Generation                   |
| Motorkennbuchstaben                                 | CHHB                                  | CHHA                                  | CHHA                                  | DLBA, DKTB                            | CJXE                                  | CJXG                                  | DNUC                                  | CJXC                                  | DNUE                                  | CJXG, DJHA                                      | CJXC                                  |
| Motoraufladung                                      | Turbolader                            | Turbolader                            | Turbolader                            | Turbolader                            | Turbolader                            | Turbolader                            | Turbolader                            | Turbolader                            | Turbolader                            | Turbolader                                      | Turbolader                            |
| Zylinder/Ventile                                    | 4/16                                  | 4/16                                  | 4/16                                  | 4/16                                  | 4/16                                  | 4/16                                  | 4/16                                  | 4/16                                  | 4/16                                  | 4/16                                            | 4/16                                  |
| Hubraum                                             | 1984 cm³                              | 1984 cm³                              | 1984 cm³                              | 1984 cm³                              | 1984 cm³                              | 1984 cm³                              | 1984 cm³                              | 1984 cm³                              | 1984 cm³                              | 1984 cm³                                        | 1984 cm³                              |
| max. Leistung bei min−1                             | 162 kW (220 PS) /4500–6200            | 169 kW (230 PS) /4700–6200            | 169 kW (230 PS) /4700–6200            | 180 kW (245 PS) /5000–6200            | 195 kW (265 PS) (5) /5350–6600        | 228 kW (310 PS) /5800–6500            | 213 kW (290 PS) /5000–6800            | 221 kW (300 PS) /5500–6200            | 221 kW (300 PS) /5500–6200            | 228 kW (310 PS) /5500–6500                      | 265 kW (360 PS) /5500–6200            |
| max. Drehmoment bei min−1                           | 350 Nm /1500–4400                     | 350 Nm /1500–4600                     | 350 Nm /1500–4600                     | 370 Nm /1600–4300                     | 350 Nm (5) /1700–5300                 | 380 Nm /1850–5700                     | 370 Nm /1600–4300                     | 380 Nm /1800–5500                     | 400 Nm /2000–5200                     | 380 Nm (Schaltgetriebe) 400 Nm (DSG) /2000–5400 | 460 Nm /1800–5500                     |
| Antriebsart, serienmäßig                            | Vorderradantrieb                      | Vorderradantrieb                      | Vorderradantrieb                      | Vorderradantrieb                      | Vorderradantrieb                      | Vorderradantrieb                      | Vorderradantrieb                      | Allradantrieb (4Motion)               | Allradantrieb (4Motion)               | Allradantrieb (4Motion)                         | Allradantrieb (4Motion)               |
| Antriebsart, optional                               | –                                     | –                                     | –                                     | –                                     | –                                     | –                                     | –                                     | –                                     | –                                     | –                                               | –                                     |
| Getriebeart, serienmäßig                            | 6-Gang-Schaltgetriebe                 | 6-Gang-Schaltgetriebe                 | 6-Gang-Schaltgetriebe                 | 6-Gang-Schaltgetriebe                 | 6-Gang-Schaltgetriebe                 | 6-Gang-Schaltgetriebe                 | 7-Gang-DSG (DQ381)                    | 6-Gang-Schaltgetriebe                 | 7-Gang-DSG (DQ381)                    | 6-Gang-Schaltgetriebe                           | 6-Gang-Schaltgetriebe                 |
| Getriebeart, optional                               | 6-Gang-DSG (DQ250)                    | 6-Gang-DSG (DQ250)                    | 6-Gang-DSG (DQ250)                    | 7-Gang-DSG (DQ381)                    | 6-Gang-DSG (DQ250)                    | –                                     | –                                     | 6-Gang-DSG (DQ250)                    | –                                     | 7-Gang-DSG (DQ381)                              | 6-Gang-DSG (DQ250)                    |
| Leergewicht                                         | 1351–1370 kg                          | 1364–1386 kg                          | 1382–1402 kg                          | 1387 kg                               | 1375–1395 kg                          | 1360 kg                               | 1430 kg                               | 1476–1600 kg                          | 1525 kg                               | 1483–1505 kg                                    | keine Angaben                         |
| maximale Zuladung                                   | 544–545 kg                            | 559–561 kg                            | 543 kg                                | 424–548 kg                            | 429–550 kg                            | 495 kg                                | 416–545 kg                            | 559 kg                                | 485–520 kg                            | 552–560 kg                                      | keine Angaben                         |
| Beschleunigung 0–100 km/h:                          | 6,5 s                                 | 6,4 s                                 | 6,4 s                                 | 6,2 s                                 | 6,3 s                                 | 5,8 s                                 | 5,6 s                                 | 4,9–5,1 s (7)                         | 4,7–4,9 s                             | 4,6–5,1 s (8)                                   | 4,7 s                                 |
| Höchstgeschwindigkeit                               | 244–246 km/h                          | 248–250 km/h                          | 248–250 km/h                          | 250 km/h                              | 250 km/h                              | 265 km/h                              | 250 km/h (9)                          | 250 km/h                              | 250 km/h (10)                         | 250 km/h (11)                                   | 265 km/h                              |
| Kraftstoffverbrauch auf 100 km, kombiniert          | 6,0–6,4 l Super                       | 6,3–6,4 l Super                       | 6,0–6,4 l Super                       | 6,3–6,6 l Super                       | 6,9–7,0 l Super Plus                  | 7,4 l Super Plus                      | 6,7 l Super Plus                      | 6,9–7,1 l Super Plus                  | 7,0–7,1 l Super Plus                  | 7,0–7,9 l Super Plus                            | keine Angaben                         |
| CO2-Emission, kombiniert                            | 139–148 g/km                          | 145–148 g/km                          | 139–149 g/km                          | 167 g/km                              | 158–162 g/km                          | 172 g/km                              | 151 g/km                              | 159–165 g/km                          | 158–191 g/km                          | 160–180 g/km                                    | keine Angaben                         |
| Abgasnorm nach EU-Klassifikation                    | Euro 6                                | Euro 6                                | Euro 6                                | Euro 6                                | Euro 6                                | Euro 6                                | Euro 6                                | Euro 6                                | Euro 6                                | Euro 6                                          | Euro 6                                |
| In Deutschland erhobene Kfz-Steuer pro Kalenderjahr | 140–146 Euro                          | 140–146 Euro                          | 144–146 Euro                          | 138–192 Euro                          | 166–194 Euro                          | 166–194 Euro                          | 198–202 Euro                          | 180–236 Euro                          | 180–236 Euro                          | 164–204 Euro                                    |                                       |

### Dieselmotoren
|                                                     | 1.6 TDI (12)                                       | 1.6 TDI                                            | 1.6 TDI                                            | 1.6 TDI                                            | 2.0 TDI                                                          | 2.0 TDI                                                          | 2.0 TDI (Alltrack)                                               | GTD                                                              |
| --------------------------------------------------- | -------------------------------------------------- | -------------------------------------------------- | -------------------------------------------------- | -------------------------------------------------- | ---------------------------------------------------------------- | ---------------------------------------------------------------- | ---------------------------------------------------------------- | ---------------------------------------------------------------- |
| Bauzeitraum                                         | 04/2013–05/2020                                    | 08/2012–04/2014                                    | 06/2013–04/2017                                    | 04/2017–05/2020                                    | 08/2012–04/2014                                                  | 04/2014–05/2020                                                  | 11/2014–02/2020                                                  | 03/2013–02/2019                                                  |
| Motorart                                            | Dieselmotor                                        | Dieselmotor                                        | Dieselmotor                                        | Dieselmotor                                        | Dieselmotor                                                      | Dieselmotor                                                      | Dieselmotor                                                      | Dieselmotor                                                      |
| Motortyp                                            | Reihenbauart, Common-Rail-Einspritzung, Zahnriemen | Reihenbauart, Common-Rail-Einspritzung, Zahnriemen | Reihenbauart, Common-Rail-Einspritzung, Zahnriemen | Reihenbauart, Common-Rail-Einspritzung, Zahnriemen | Reihenbauart, Common-Rail-Einspritzung, Zahnriemen               | Reihenbauart, Common-Rail-Einspritzung, Zahnriemen               | Reihenbauart, Common-Rail-Einspritzung, Zahnriemen               | Reihenbauart, Common-Rail-Einspritzung, Zahnriemen               |
| Motorbaureihe                                       | VW EA288                                           | VW EA288                                           | VW EA288                                           | VW EA288                                           | VW EA288                                                         | VW EA288                                                         | VW EA288                                                         | VW EA288                                                         |
| Motorkennbuchstaben                                 | CRKA, CLHB                                         | CLHA                                               | CRKB, CXXB                                         | DDYA, DGTE                                         | CRBC, CRLB, (CRBB (12))                                          | CRMB, DCYA, DEJA, CRLB                                           | CUNA, DGCA                                                       | CUNA, DGCA                                                       |
| Motoraufladung                                      | Turbolader                                         | Turbolader                                         | Turbolader                                         | Turbolader                                         | Turbolader                                                       | Turbolader                                                       | Turbolader                                                       | Turbolader                                                       |
| Zylinder/Ventile                                    | 4/16                                               | 4/16                                               | 4/16                                               | 4/16                                               | 4/16                                                             | 4/16                                                             | 4/16                                                             | 4/16                                                             |
| Hubraum                                             | 1598 cm³                                           | 1598 cm³                                           | 1598 cm³                                           | 1598 cm³                                           | 1968 cm³                                                         | 1968 cm³                                                         | 1968 cm³                                                         | 1968 cm³                                                         |
| max. Leistung bei min−1                             | 66 kW (90 PS) /2750–4800                           | 77 kW (105 PS) /3000–4000                          | 81 kW (110 PS) /3200–4000                          | 85 kW (115 PS) /3250–4000                          | 110 kW (150 PS) (14) /3500–4000                                  | 110 kW (150 PS) (14) /3500–4000                                  | 135 kW (184 PS) /3500–4000                                       | 135 kW (184 PS) /3500–4000                                       |
| max. Drehmoment bei min−1                           | 230 Nm/1400–2700                                   | 250 Nm/1500–2750                                   | 250 Nm/1500–3000                                   | 250 Nm/1500–3200                                   | 320 Nm/1750–3000 (17)                                            | 340 Nm/1750–3000                                                 | 380 Nm/1750–3250                                                 | 380 Nm/1750–3250                                                 |
| Antriebsart, serienmäßig                            | Vorderradantrieb                                   | Vorderradantrieb                                   | Vorderradantrieb                                   | Vorderradantrieb                                   | Vorderradantrieb                                                 | Vorderradantrieb                                                 | Allradantrieb                                                    | Vorderradantrieb                                                 |
| Antriebsart, optional                               | –                                                  | Allradantrieb (4Motion) (15)                       | Allradantrieb (4Motion) (18)                       | –                                                  | Allradantrieb (4Motion) (15)                                     | Allradantrieb (4Motion) (15)                                     | –                                                                | –                                                                |
| Getriebeart, serienmäßig                            | 5-Gang-Schaltgetriebe                              | 5-Gang-Schaltgetriebe/ 6-Gang-Schaltgetriebe (13)  | 5-Gang-Schaltgetriebe/ 6-Gang-Schaltgetriebe (18)  | 5-Gang-Schaltgetriebe                              | 6-Gang-Schaltgetriebe                                            | 6-Gang-Schaltgetriebe                                            | 6-Gang-Schaltgetriebe                                            | 6-Gang-Schaltgetriebe                                            |
| Getriebeart, optional                               | –                                                  | 7-Gang-DSG (DQ200)                                 | 7-Gang-DSG (DQ200)                                 | 7-Gang-DSG (DQ200)                                 | 6-Gang-DSG (bis 12/2016) (DQ250) 7-Gang-DSG (ab 12/2016) (DQ381) | 6-Gang-DSG (bis 12/2016) (DQ250) 7-Gang-DSG (ab 12/2016) (DQ381) | 6-Gang-DSG (bis 12/2016) (DQ250) 7-Gang-DSG (ab 12/2016) (DQ381) | 6-Gang-DSG (bis 12/2016) (DQ250) 7-Gang-DSG (ab 12/2016) (DQ381) |
| Leergewicht                                         | 1280 kg                                            | 1295–1410 kg                                       | 1265–1395 kg [1432 kg]                             | 1301–1395                                          | 1354–1449 kg                                                     | 1354–1449 kg                                                     | 1584 kg                                                          | 1377–1395 kg                                                     |
| maximale Zuladung                                   | 575 kg                                             | 572–585 kg                                         | 409 –576 kg                                        |                                                    | 566–581 kg                                                       | 566–581 kg                                                       | 548–560 kg                                                       | 548–560 kg                                                       |
| Beschleunigung, 0–100 km/h                          | 11,9 s                                             | 10,5–11,7 s                                        | 10,5–11 s [11,3 s]                                 | 10,2 s (10,5 s)                                    | 8,6 s                                                            | 8,6 s                                                            | 7,8 s                                                            | 7,5 s                                                            |
| Höchstgeschwindigkeit                               | 185 km/h                                           | 187–192 km/h                                       | 195–200 km/h [191 km/h]                            | 198 km/h (198 km/h)                                | 216 km/h [211 km/h]                                              | 216 km/h [211 km/h]                                              | 230 km/h                                                         | 228–230 km/h                                                     |
| Kraftstoffverbrauch auf 100 km, kombiniert          | 3,8 l Diesel                                       | 3,8–4,5 l Diesel                                   | 3,2–3,9 (19) l Diesel [4,5 l Diesel]               | 4,1–4,2 (3,9–4,0 l Diesel)                         | 4,1–4,7 l Diesel                                                 | 4,1–4,7 l Diesel                                                 | 4,5–4,9 l Diesel                                                 | 4,2–4,5 l Diesel                                                 |
| CO2-Emission, kombiniert                            | 98 g/km                                            | 99–119 g/km                                        | 82–102 g/km [119 g/km]                             | 106–109 g/km (102–105 g/km)                        | 106–122 g/km                                                     | 106–122 g/km                                                     | 129 g/km                                                         | 119–126 g/km                                                     |
| Abgasnorm nach EU-Klassifikation                    | Euro 5                                             | Euro 5                                             | Euro 5/Euro 6 (16)                                 | Euro 6                                             | Euro 5/Euro 6 (16)                                               | Euro 6                                                           | Euro 6                                                           | Euro 6                                                           |
| In Deutschland erhobene Kfz-Steuer pro Kalenderjahr | 160 Euro                                           | 160–200 Euro                                       | 152–222 Euro                                       | 166–250 Euro                                       | 212–238 Euro                                                     | 244 Euro                                                         | 258 Euro                                                         | 218–289 Euro                                                     |

Werte in eckigen Klammern [ ] stehen für Allradantrieb.

Werte in runden Klammern ( ) stehen für Direktschaltgetriebe.

### GTE

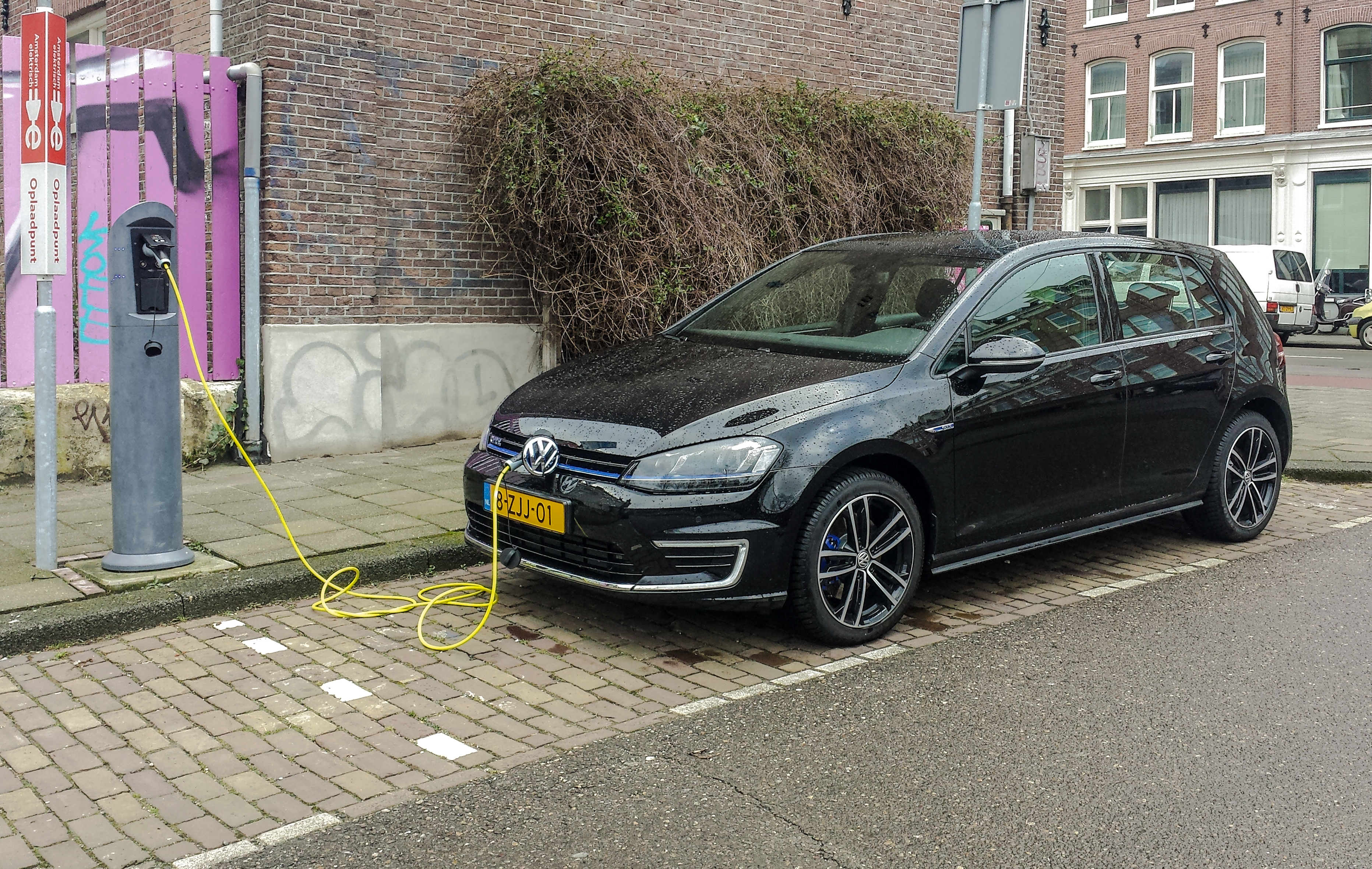
VW Golf GTE (2014–2017)

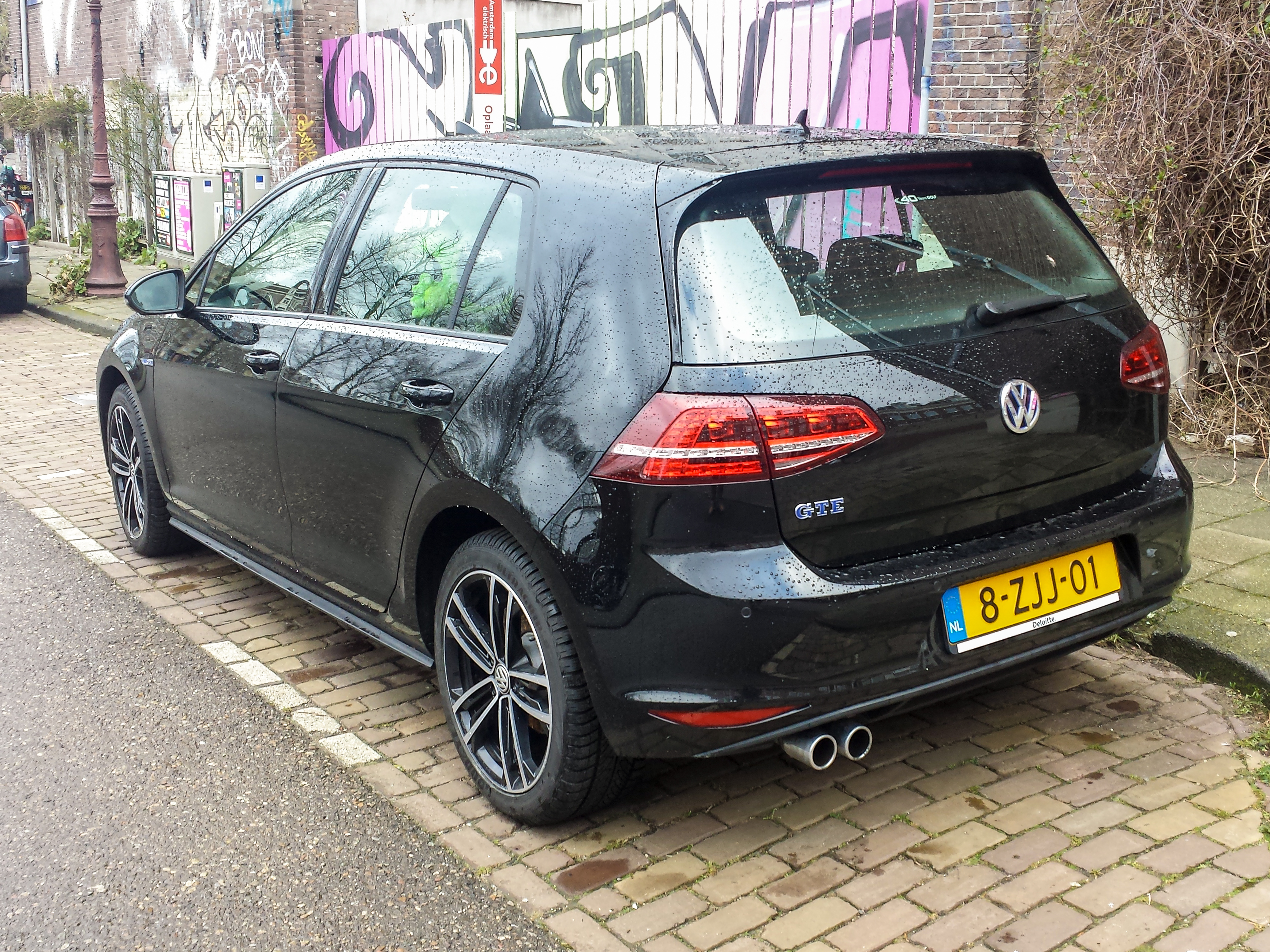
Heckansicht

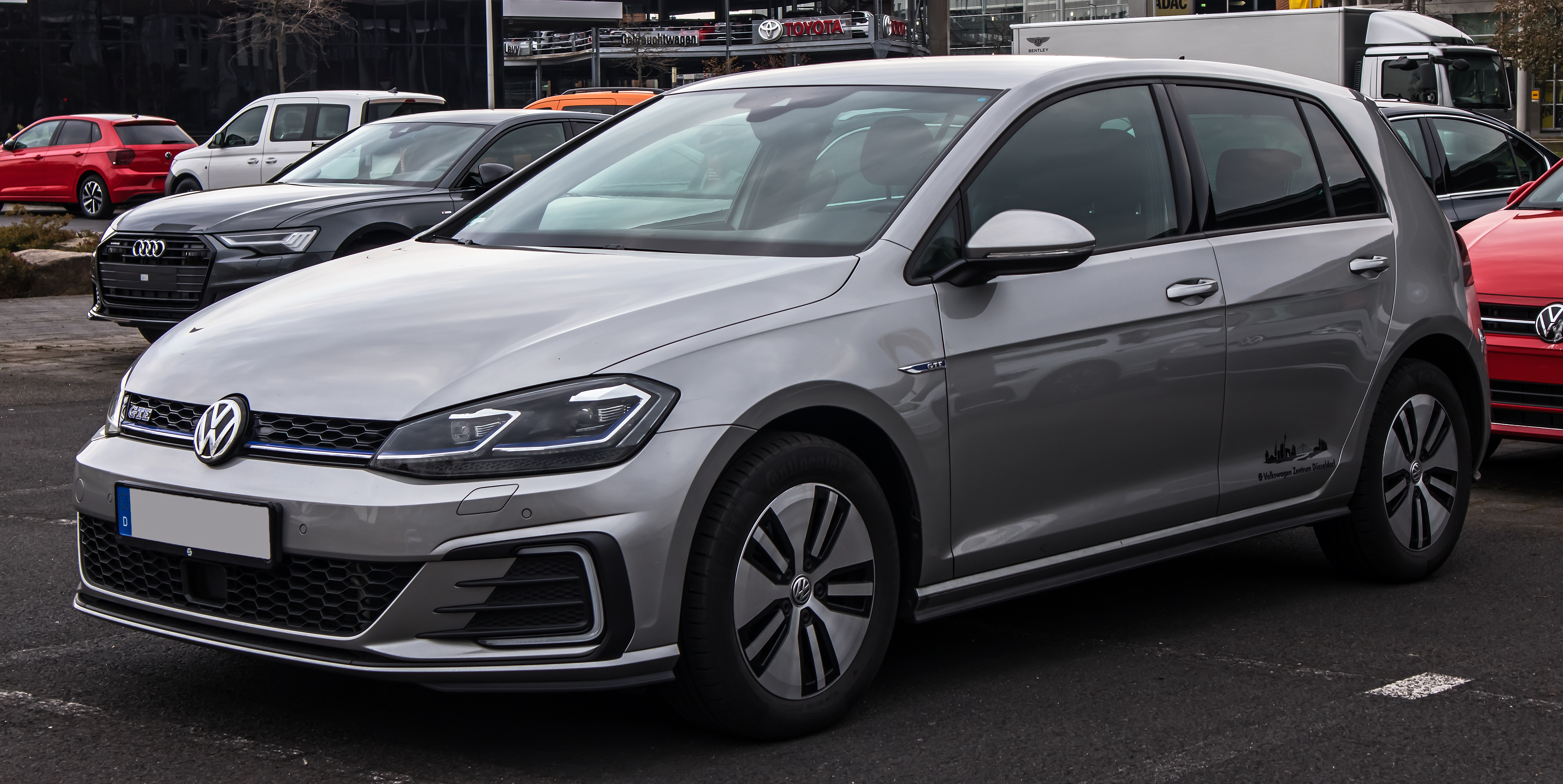
VW Golf VII GTE (2017–2020)

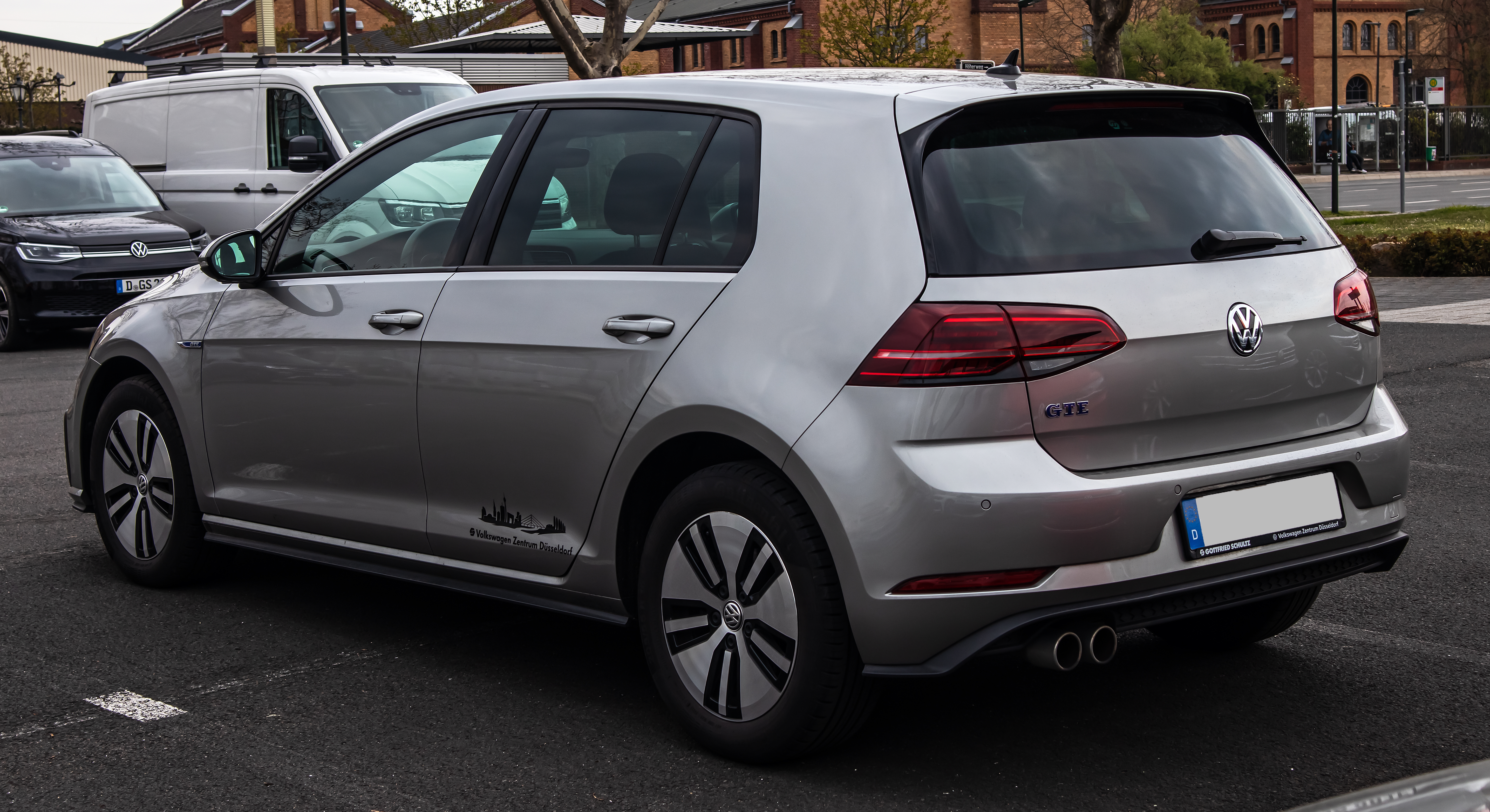
Heckansicht

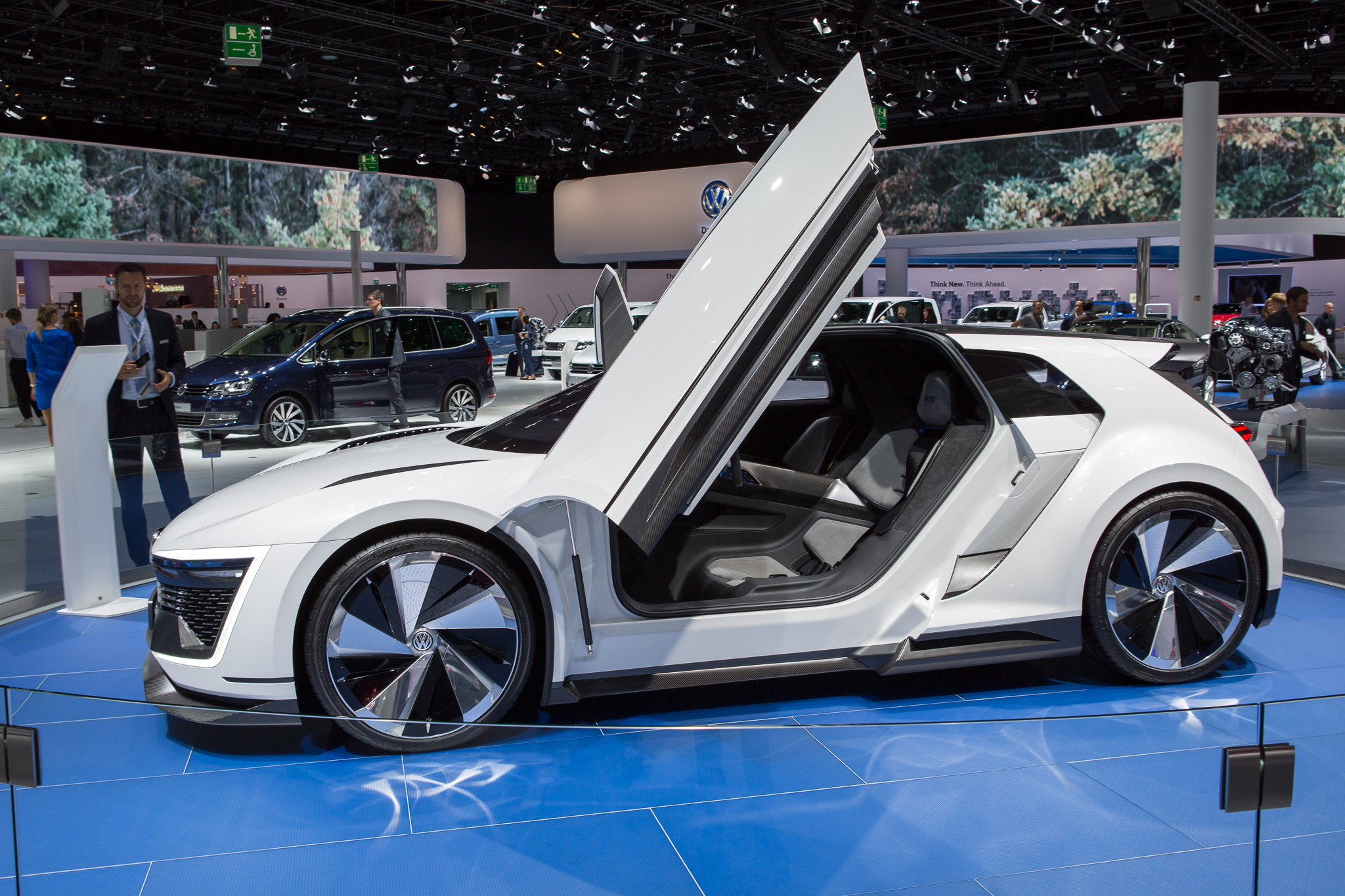
Volkswagen Golf GTE Sport auf der IAA 2015

Im Golf GTE, der in Anlehnung an den GTI konzipiert ist, wird ein Plug-in-Hybridantrieb eingesetzt. Die kombinierte Maximalleistung liegt bei 150 kW (204 PS). Das Fahrzeug kann sowohl als Hybrid als auch rein elektrisch genutzt werden. Die elektrische Reichweite liegt bei bis zu 50 km.
Äußerlich unterscheiden sich die Modelle durch die blaue Gestaltung der beim GTI roten Zierelemente (Schriftzug hinten, Farbband am Kühlergrill) sowie die C-förmigen Tagfahrleuchten an der Front. Der Anschluss für das Ladekabel befindet sich hinter dem Markenlogo im Kühlergrill. Die technische Basis ist mit der des 2013 vorgestellten Audi A3 e-tron gleich.
|                                                                          | GTE                                                                           |
| ------------------------------------------------------------------------ | ----------------------------------------------------------------------------- |
| Bauzeitraum                                                              | 08/2014–03/2018 08/2019–05/2020                                               |
| Motorbaureihe                                                            | VW EA211                                                                      |
| Motorkennbuchstaben                                                      | CUK/CUKB                                                                      |
| Motorart                                                                 | Ottomotor + Elektromotor                                                      |
| Zylinder/Ventile                                                         | 4/16                                                                          |
| Hubraum                                                                  | 1395 cm³                                                                      |
| max. Leistung (Verbrennungsmotor)                                        | 110 kW (150 PS) bei 5000–6000/min                                             |
| max. Drehmoment (Verbrennungsmotor)                                      | 250 Nm bei 1500–3500/min                                                      |
| max. Leistung (Elektromotor)                                             | 75 kW (102 PS)                                                                |
| max. Drehmoment (Elektromotor)                                           | 330 Nm                                                                        |
| max. Leistung (Systemleistung)                                           | 150 kW (204 PS)                                                               |
| max. Drehmoment (Systemleistung)                                         | 350 Nm                                                                        |
| Antriebsart                                                              | Vorderradantrieb                                                              |
| Getriebeart, serienmäßig                                                 | 6-Gang-DSG (DQ400)                                                            |
| Beschleunigung, 0–100 km/h                                               | 7,6 s                                                                         |
| Höchstgeschwindigkeit                                                    | 217 km/h (kurzzeitig 222 km/h mit „Boost“) elektrisch 130 km/h                |
| Leergewicht                                                              | 1599 – 1615 kg                                                                |
| Kraftstoffverbrauch auf 100 km, kombiniert                               | 1,6 – 1,8 l Super WLTP: 1,9 – 2,1 l Super 11,4 – 12 kWh WLTP: 12,1 – 12,7 kWh |
| Akkukapazität                                                            | 8,7 kWh (effektiv: 7,01 kWh)                                                  |
| Elektrische Reichweite                                                   | bis zu 50 km                                                                  |
| Ladezeiten: Ladedauer AC 2,3 kW 100 % (Schuko) Ladedauer AC 3,6 kW 100 % | 3 h 45 min 2 h 15 min                                                         |
| In Deutschland erhobene Kfz-Steuer pro Kalenderjahr                      | 28 Euro                                                                       |

## e-Golf

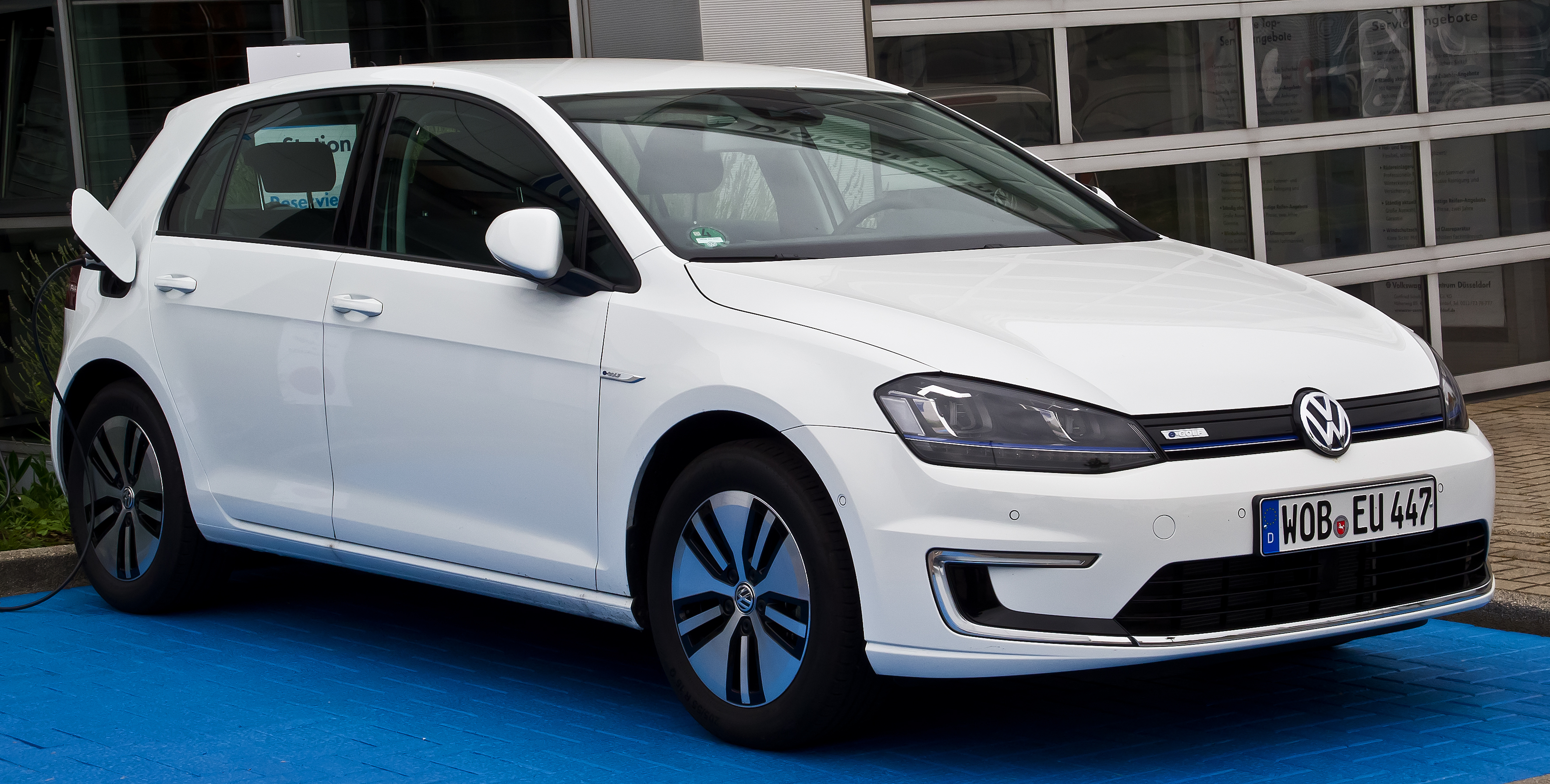
VW e-Golf (2014–2017), erkennbar sind die C-förmigen Tagfahrlichter und die aerodynamisch optimierten Magnesiumfelgen

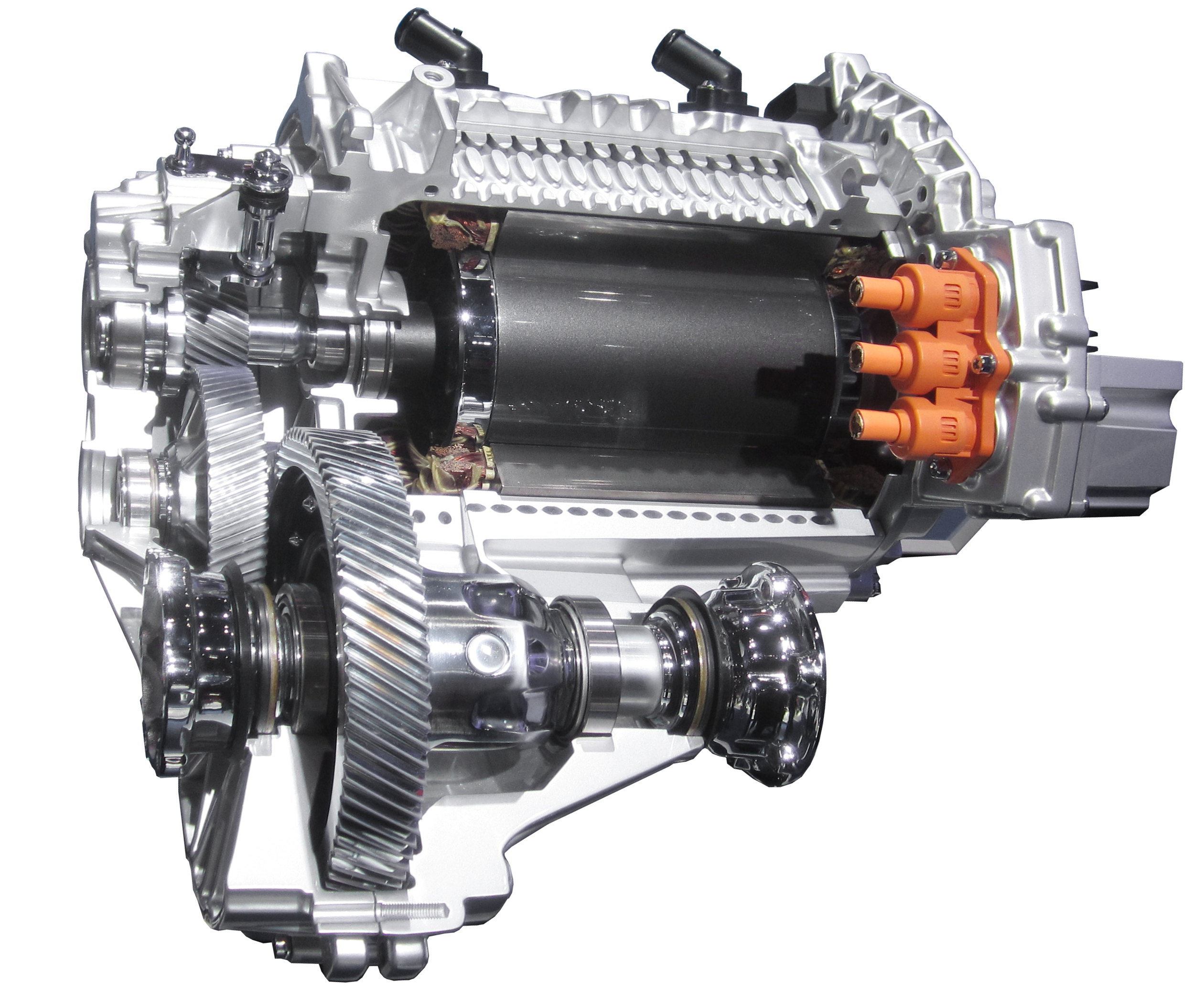
Schnittmodell der Antriebsmaschine des e-Golf

### 2014er Modell
Der e-Golf wird von einer permanentmagneterregten-Synchronmaschine mit einer Spitzenleistung von 85 kW (115 PS) bei 3000 min−1 angetrieben. Sie wirkt über eine Getriebeuntersetzung auf die Vorderräder. Die Höchstgeschwindigkeit des Fahrzeugs wird auf 140 km/h begrenzt, von 0 auf 100 km/h beschleunigt der Wagen in 10,4 Sekunden. Der durchschnittliche Energieverbrauch im NEFZ beträgt 12,7 kWh auf 100 km.
Die Antriebsbatterie hat eine Masse von 310 kg und besteht aus 27 Modulen mit insgesamt 264 Lithium-Ionen-Akkumulatorzellen vom Zulieferer Panasonic/Sanyo. Jede Zelle hat eine Kapazität von 25 Ah, die Zellspannung beträgt 3,67 V. Durch die Verschaltung von drei parallelen Zweigen mit 88 Zellen in Serie ergibt sich eine Nennspannung von 323 V und eine Energie von 24,2 kWh, von der 21,2 kWh nutzbar sind. Die Antriebsbatterie wird nicht aktiv gekühlt (passive Kühlung durch Fahrtwind).
Der Innenraum des e-Golfs wird serienmäßig mit einem elektrischen Klimakompressor und einer Hochvoltheizung mit einer maximalen Leistung von 5,5 kW klimatisiert. Da keine Abwärme eines Verbrennungsmotors zur Beheizung des Innenraums genutzt werden kann, erwärmen PTC-Heizelemente eine Kühlflüssigkeit, die die Wärme über einen Wärmetauscher an den Innenraum abgibt.
Optional sind für den e-Golf unter anderem eine Wärmepumpe, eine beheizbare Frontscheibe sowie die Gleichstrom-Schnellladefähigkeit CCS mit 40 kW erhältlich. Durch die Wärmepumpe sinkt die Reichweite im Vergleich zur Elektroheizung im Winter weniger.

### 2017er Modell

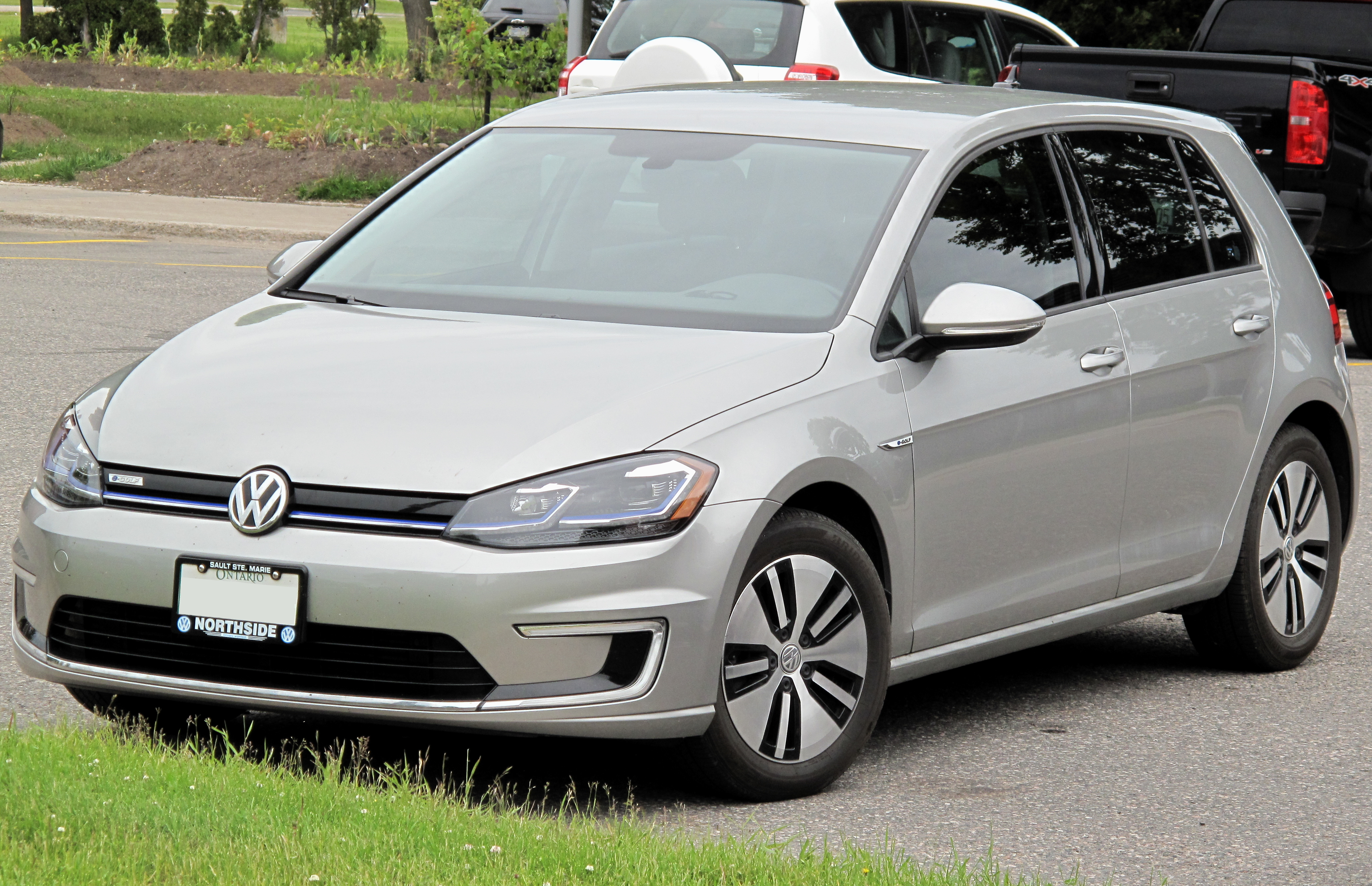
VW e-Golf (2017–2020)

Beim Facelift Ende 2016 wurde auch der e-Golf überarbeitet. Die elektrische Maschine leistet nun maximal 100 kW (136 PS) bei 3300 min−1. Die Lithium-Ionen-Zellen des Akkumulators wurden bei Samsung SDI gekauft und ihre Kapazität wurde auf 37 Ah gesteigert, wodurch sich die Energie des Akkumulators auf 35,8 kWh erhöht. 
Die Batterie wiegt 318 kg. Die Auslieferung des überarbeiteten e-Golfs begann 2017. Der e-Golf seit dem 3. April 2017 auch in der Gläsernen Manufaktur in Dresden produziert. Zuvor war er nur im Volkswagenwerk Wolfsburg produziert worden.
Optisch unterscheidet sich der e-Golf kaum vom Golf mit Verbrennungsmotor. Wie alle Elektro- und Hybridfahrzeuge von Volkswagen hat der e-Golf C-förmige Tagfahrleuchten. Der obere Teil des Kühlergrills hat eine blaue Zierleiste und ist zwecks verbesserter Aerodynamik geschlossen. Das neu vorgestellte Modell kam auf einen cw-Wert von 0,281. Die Magnesiumfelgen sind leicht und aerodynamisch optimiert. Ihr Design ähnelt dem der Räder des XL1.
Die Grundausstattung des e-Golf ist deutlich umfangreicher als bei den Golfmodellen mit Verbrennungsmotor. Sie basiert auf der Ausstattungslinie Comfortline. Eine Klimaautomatik und das Volkswagen Infotainmentsystem Discover Pro sind in jedem e-Golf standardmäßig verbaut.
Im Dezember 2020 beendete Volkswagen die Produktion des e-Golf. Insgesamt wurden zwischen 2013 und 2020 145.561 Fahrzeuge gebaut, davon 50.401 in der Gläsernen Manufaktur in Dresden. Das Nachfolgemodell ID.3 basiert auf dem modularen E-Antriebs-Baukasten.

### Technische Daten
| | e-Golf                                       | e-Golf                                       |
| --- | -------------------------------------------- | -------------------------------------------- |
| Bauzeitraum | 02/2014–02/2017                              | 02/2017–12/2020                              |
| Motorbaureihe | VW EAQ270                                    | VW EAQ270                                    |
| Motorart | Permanentmagneterregter Synchronelektromotor | Permanentmagneterregter Synchronelektromotor |
| max. Leistung (Elektromotor) | 85 kW (115 PS) /3000–12000/min               | 100 kW (136 PS) /3300–12000/min              |
| max. Drehmoment | 270 Nm/0–3000/min                            | 290 Nm/0–3300/min                            |
| Getriebeart, serienmäßig | 1-Gang-Stirnradgetriebe                      | 1-Gang-Stirnradgetriebe                      |
| Beschleunigung, 0–100 km/h | 10,4 s                                       | 9,6 s                                        |
| Höchstgeschwindigkeit | 140 km/h                                     | 150 km/h                                     |
| Leergewicht | 1585 kg                                      | 1615 kg                                      |
| Stromverbrauch auf 100 km, kombiniert                                                                                              | 12,7 kWh                                     | 12,7 kWh                                     |
| Reichweite | NEFZ: 190 km EPA: 134 km                     | NEFZ: 300 km WLTP: 231 km EPA: 201 km        |
| Akkukapazität (brutto) | 24,2 kWh                                     | 35,8 kWh                                     |
| Akkukapazität (netto) lt. Zulassungsbescheinigung                                                                                  | 21,1 kWh                                     | 31,5 kWh                                     |
| Ladedauer AC 2,3 kW 100 % (Schuko) Ladedauer AC 3,6 kW 100 % (Typ 2) Ladedauer AC 7,2 kW 100 % (Typ 2) Ladedauer DC bis 80 % (CCS) | 13 h 8 h — 0,5 h                             | 17 h 10,5 h 5,33 h 0,75 h                    |

VW gewährt bei allen Neubestellungen seit 2015 eine Herstellergarantie von zwei Jahren ohne Kilometerbegrenzung. Mit Sonderausstattungen, die sich in der maximalen Gesamtlaufleistung von 100.000 oder 150.000 km und im Aufpreis unterscheiden, kann die Herstellergarantie von zwei auf fünf Jahre verlängert werden.

### Zulassungszahlen in Deutschland
| Jahr                                                                                               |      |  | Stück  |        |
| 2015                                                                                               | 2015 |  | 1.092  | 1.092  |
| 2016                                                                                               | 2016 |  | 860    | 860    |
| 2017                                                                                               | 2017 |  | 3.026  | 3.026  |
| 2018                                                                                               | 2018 |  | 5.743  | 5.743  |
| 2019                                                                                               | 2019 |  | 6.898  | 6.898  |
| 2020                                                                                               | 2020 |  | 17.438 | 17.438 |
| 2021                                                                                               | 2021 |  | 1.587  | 1.587  |
| Zulassungszahlen in Deutschland, Quelle: vor 2017: goingelectric.de, ab 2017: Kraftfahrt-Bundesamt |      |  |        |        |